# Ricardo I de Inglaterra
Ricardo I de Inglaterra (n. Palacio de Beaumont, Oxford, 8 de septiembre de 1157-Châlus, Limousin, Francia, 6 de abril de 1199), conocido como Ricardo Corazón de León (en francés Richard Cœur de Lion, en inglés Richard the Lionheart, en occitano Ricar Còr de Leon), debido a su reputación como gran líder militar y guerrero,  fue rey de Inglaterra entre 1189 y 1199, siendo el tercer hijo del rey Enrique II de Inglaterra y de Leonor de Aquitania y, por lo tanto, no se esperaba que se convirtiera en rey, pero sus dos hermanos mayores fallecieron antes que su padre. También gobernó como duque de Normandía, Aquitania y Vasconia, Señor de Chipre, Conde de Poitiers, Anjou, Maine y Nantes, y fue señor supremo de Bretaña en varias ocasiones durante el mismo período. 
Para la edad de 16 años, Ricardo había tomado ya el mando de su propio ejército y sofocó rebeliones en Poitou contra su padre. Ricardo fue un importante comandante cristiano durante la Tercera cruzada, con campañas en Sicilia y Chipre en el camino, liderando la campaña tras la partida de Felipe II de Francia y logrando varias victorias contra su homólogo musulmán, Saladino, si bien negoció un tratado de paz y puso fin a la campaña sin retomar Jerusalén. A la vuelta de Tierra Santa cayó prisionero de Leopoldo V, duque de Austria. Sin embargo, también es conocido por haber construido el castillo Gaillard en Les Andelys, Normandía. Este castillo fue erigido entre 1196 y 1198 para detener al rey de Francia en su ruta hacia Rouen. La fortaleza domina majestuosamente la orilla derecha del río Sena y simboliza la potencia del ducado de Normandía.
En su época, el trovador Bertran de Born lo apodó «Òc e non» ('sí y no'). Ricardo probablemente hablaba tanto francés como occitano. Nació en Inglaterra, donde pasó su infancia, si bien, antes de convertirse en rey, vivió la mayor parte de su vida adulta en el ducado de Aquitania, en el suroeste de Francia. Después de su ascenso al poder, pasó muy poco tiempo, tal vez tan solo seis meses, en Inglaterra. Durante su reinado, solo visitó Inglaterra en dos ocasiones: las correspondientes a sus dos coronaciones. La mayor parte de su reinado lo pasó en cruzadas, en cautiverio o defendiendo sus tierras en Francia. En lugar de considerar su reino como una responsabilidad que requería su presencia como gobernante, se ha asumido generalmente que prefería usarlo simplemente como una fuente de ingresos para apoyar a sus ejércitos. Sin embargo, sus súbditos lo veían como un héroe piadoso. Sigue siendo uno de los pocos reyes de Inglaterra recordado más comúnmente por su epíteto que por su número regnal y es una figura icónica perdurable tanto en Inglaterra como en Francia.

## Biografía
Fue el segundo hijo varón de Enrique II de Inglaterra y Leonor de Aquitania, hermano menor, por parte materna, de María de Champaña y de Alix de Francia. También fue hermano menor de Guillermo, conde de Poitiers, de Enrique el Joven y de Matilde de Inglaterra, duquesa de Sajonia, así como hermano mayor de Godofredo, duque de Bretaña, de Leonor, reina consorte y regente de Castilla, de Juana de Inglaterra y de Juan sin Tierra. Su hermano Guillermo murió antes de que naciera Ricardo. Como un hijo menor del rey Enrique, no se esperaba que Ricardo ascendiera al trono. Ricardo tenía asimismo dos medias hermanas del matrimonio de su madre con Luis VII de Francia, María y Alix.
Aunque nació en Inglaterra —en el Palacio de Beaumont, Oxford—, era, como la mayor parte de la familia real, esencialmente normando. A menudo se representa a Ricardo como el hijo favorito de su madre. Su padre era angevino-normando y bisnieto de Guillermo el Conquistador. El historiador contemporáneo Ralph de Diceto rastreó el linaje de su familia desde Matilde de Escocia hasta los reyes anglosajones de Inglaterra y Alfredo el Grande, y desde allí la leyenda los vinculó con Noé y Woden. Según la tradición familiar angevina, había incluso «sangre infernal» en su ascendencia, y se afirmaba que descendía del hada o demonio femenino Melusina.
Mientras su padre visitaba sus tierras desde Escocia hasta Francia, Ricardo probablemente pasó su infancia en Inglaterra. Su primera visita registrada al continente europeo fue en mayo de 1165, cuando su madre lo llevó a Normandía. Su nodriza fue Hodierna de St Albans, a quien le dio una generosa pensión después de convertirse en rey. Poco se sabe sobre la educación de Ricardo. Aunque nació en Oxford y se crio en Inglaterra hasta cumplir los ocho años, no se sabe hasta qué punto usaba o entendía el inglés; era un hombre educado que componía poesía y escribía en limosín (lenga d'òc) y también en francés.Se decía que era muy atractivo, con un cabello entre pelirrojo y rubio, ojos claros y tez pálida. Al parecer, tenía una estatura superior a la media: 1.96 m. Sin embargo, no se conoce su estatura exacta porque sus restos, ya en tiempos de la Revolución francesa, se habían perdido.
Tras el distanciamiento entre sus padres, permaneció con su madre Leonor y fue investido con el título de duque de Aquitania en 1168 y nombrado conde de Poitiers en 1172. Simultáneamente, su hermano mayor, Enrique el Joven, fue coronado como «segundo» rey de Inglaterra, asociado y subordinado a su padre.
Desde temprana edad pareció tener habilidades políticas y militares destacadas y se volvió notorio por su valentía y disposición al combate, librando duras campañas para controlar las rebeliones de los nobles en su propio territorio. Como sus hermanos, Ricardo desafiaba constantemente la autoridad de su padre y su sentido de responsabilidad se volvía cuestionable.

### Revuelta contra Enrique II
En 1170 su hermano mayor Enrique el Joven fue coronado «segundo rey» o corey, siendo además designado conde de Anjou, como Enrique III (1170-1183), pero los historiadores lo suelen llamar Enrique el Joven, para no confundirlo con su sobrino del mismo nombre, Enrique III de Inglaterra.
En 1173, junto con sus hermanos Enrique el Joven y Godofredo, apoyados por su madre, Ricardo se sublevó contra su padre, planeando destronarlo y dejar a Enrique el Joven como el único rey de Inglaterra. Una razón de mayor peso para sus desavenencias fue que su prometida, Adela de Francia, acabara como amante de su padre, por lo que era imposible su matrimonio con ella. En este primer enfrentamiento, Enrique II se impone a sus hijos y a Leonor de Aquitania, encerrando a ésta.
Enrique II invadió Aquitania en dos ocasiones. A la edad de diecisiete años, Ricardo fue el último de sus hermanos en mantenerse en contra de su padre; finalmente, se negó a pelear con él frente a frente y le pidió perdón. En 1174, tras la revuelta fallida, Ricardo prestó juramento de lealtad a su padre.
Aunque estaba aplacado por el título de conde de Poitou, Ricardo quería más. Pero Enrique II rehusaba confiar a sus hijos ningún recurso que éstos pudieran usar en su contra, por razones obvias.

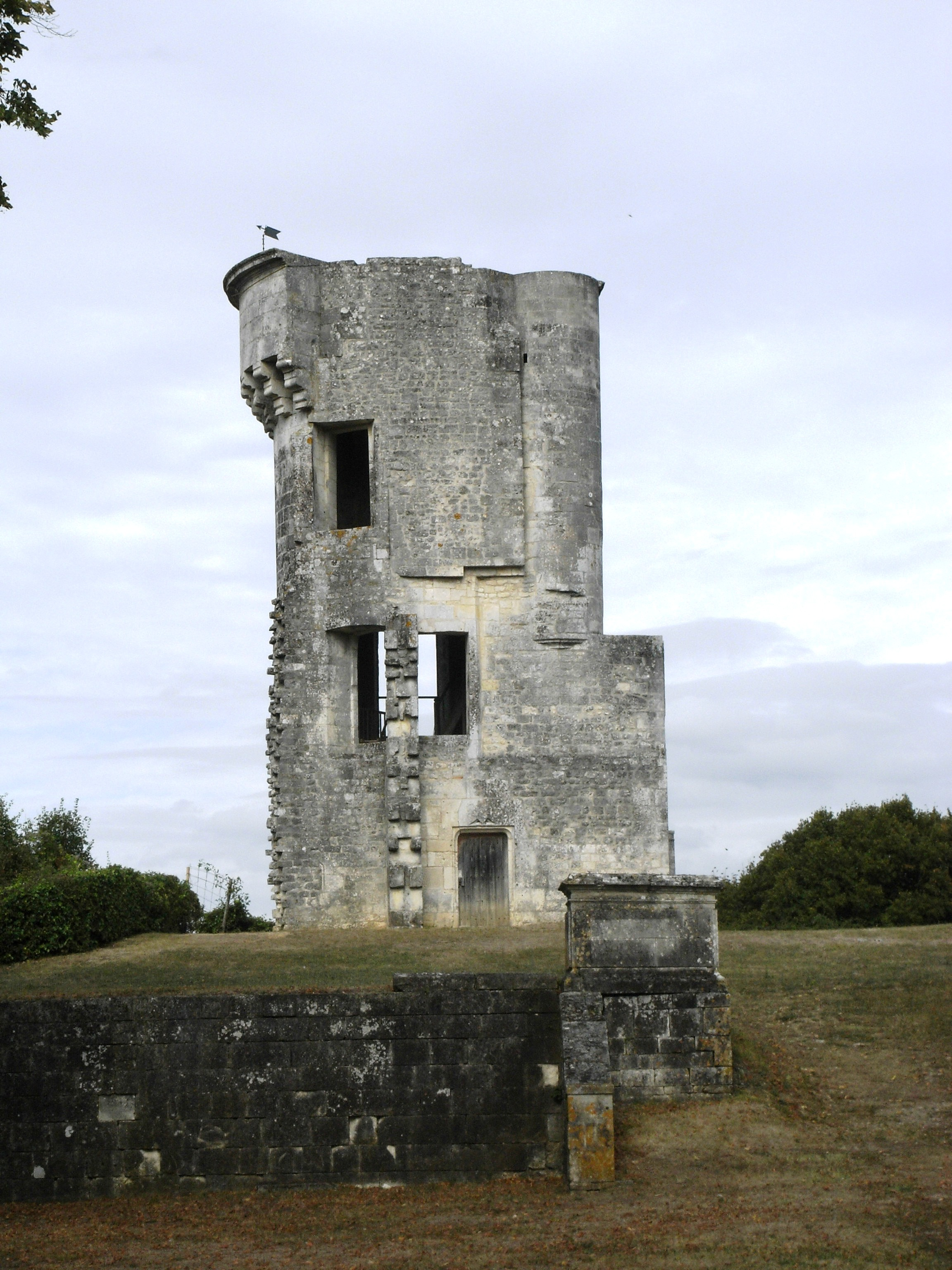
Castillo de Taillebourg, asediado y tomado por las fuerzas de Ricardo en 1179

Tras el fracaso de derrotar a su padre, Ricardo se concentró en sofocar las rebeliones internas de los nobles de Aquitania, especialmente en el territorio de Gascuña. La creciente crueldad de su reinado llevó a una revuelta mayor en 1179. Los rebeldes esperaban destronar a Ricardo y pidieron ayuda a sus hermanos Enrique y Godofredo. El punto de inflexión ocurrió la primavera de 1179 en el Valle de Charente. La fortaleza de Taillebourg estaba extremadamente bien defendida y se consideraba inexpugnable. El castillo estaba rodeado por un acantilado en tres de sus lados y contaba en el cuarto con una pared de tres capas. Ricardo destruyó y saqueó primero las granjas y tierras alrededor de la fortaleza, dejando a sus defensores sin refuerzos o salida. Los habitantes de la fortaleza tenían tanto miedo de Ricardo en ese punto que dejaron la seguridad de su castillo y atacaron a Ricardo fuera de sus murallas. Él fue capaz de subyugar al ejército y luego siguió a los defensores dentro de las puertas abiertas, donde fácilmente tomó el castillo en dos días. Su victoria en Taillebourg disuadió a muchos barones de sus pensamientos de rebelión y los forzó a declararse leales a él. Esto también le valió a Ricardo la reputación de un hábil comandante militar.
En 1181 y 1182, Ricardo hizo frente a una rebelión sobre la sucesión del condado de Angulema. Sus opositores se volvieron a Felipe II de Francia para pedir su apoyo, y la lucha se extendió hacia Limousin y Périgord. Ricardo fue acusado de crueldad (incluyendo la violación) contra sus objetivos: «Él tomó por la fuerza a las señoras, hijas y parientes de sus hombres libres y las hizo sus concubinas. Y luego de haber extinguido el ardor de su lujuria con ellas, echó mano de sus soldados para lo mismo». Sin embargo, con el apoyo de su padre y de Enrique el Joven, tuvo éxito sobre el vizconde Aimar V de Limoges y el conde Elie de Périgord.
Después de que Ricardo sofocara la rebelión de los barones, volvió a desafiar a su padre por el trono. Entre 1180 y 1183 creció la tensión entre Enrique y Ricardo; como rey, Enrique ordenaba a Ricardo prestarle homenaje a Enrique el Joven, pero Ricardo se negaba. Finalmente, en 1183, Enrique el Joven y Godofredo, duque de Bretaña, invadieron Aquitania en un intento de someter a Ricardo. Los barones de este último se unieron en el fragor y se volvieron en contra de su duque. Sin embargo, el ejército de Ricardo fue capaz de repeler a los ejércitos invasores y ejecutó a los prisioneros. El conflicto tuvo una breve pausa en junio de 1183, cuando murió Enrique el Joven. Pero Enrique II se apresuró a dar permiso a su hijo menor, Juan de Inglaterra, a invadir Aquitania. Con la muerte de Enrique el Joven, Ricardo quedaba como el hermano mayor y heredero de la Corona inglesa, pero continuó combatiendo a su padre.
Con objeto de reforzar su posición, Ricardo se alió en 1188 con Felipe II, hijo del exmarido de Leonor, Luis VII de Francia, y de su tercera mujer, Adela de Champaña. Roger de Hoveden escribió:

[…] the King of England was struck with great astonishment, and wondered what could mean, and, taking precautions for the future, frequently sent messengers into France for the purpose of recalling his son Richard; who, pretending that he was peaceably inclined and ready to come to his father, made his way to Chinon, and, in spite of the person who had the custody thereof, carried off the greater part of his father's treasures, and fortified his castles in Poitou with the same, refusing to go to his father.
[…] el rey de Inglaterra estaba atónito y se preguntaba qué podría significar [esta alianza] y, tomando precauciones para el futuro, frecuentemente enviaba mensajeros a Francia con el propósito de hacer regresar a su hijo Ricardo; quien, fingiendo una predisposición pacífica y hallarse preparado para volver con su padre, consiguió llegar a Chinon, y, a pesar de la persona que lo custodiaba hasta ese momento, se llevó la mayor parte del tesoro de su padre, con el que fortificó sus castillos en Poitou, negándose a ir con su padre.

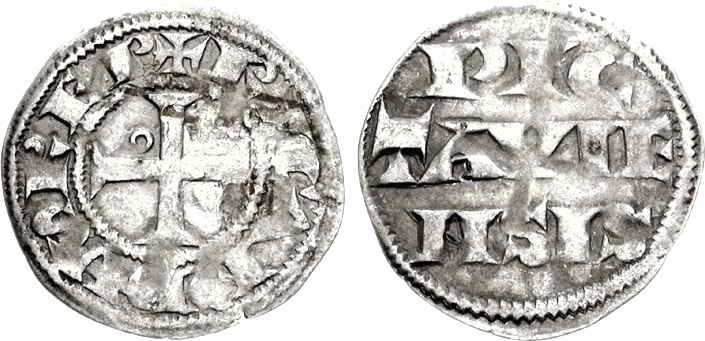
Un denier francés de plata, acuñado por Ricardo en calidad de conde de Poitiers

En retribución a la ayuda de Felipe contra su padre, Ricardo promete concederle sus derechos sobre Normandía y Anjou. Ricardo presta homenaje a Felipe en noviembre del mismo año. Cuando llegan novedades de la batalla de Hattin, toma la cruz en Tours, acompañado de otros nobles franceses.
En 1188, Enrique II planea concederle Aquitania a su hijo menor, Juan. Al año siguiente, Ricardo trata de tomar el trono de Inglaterra para sí mismo, uniéndose a la expedición de Felipe contra su padre. El 4 de julio de 1189, las fuerzas de Ricardo y Felipe derrotan al ejército de Enrique en Ballans.
Enrique, con el consentimiento de Juan, acuerda nombrar a Ricardo como su sucesor. El 6 de julio Enrique II muere en Chinon y Ricardo I se convierte en rey de Inglaterra, duque de Normandía y conde de Anjou. Roger de Hoveden afirma que el cuerpo de Enrique sangró por la nariz en presencia de Ricardo, lo que se tomó como un signo de que Ricardo había causado su muerte. Fue coronado oficialmente como duque el 20 de julio y como rey en la abadía de Westminster el 3 de septiembre

## Reinado

### Violencia antisemita
Cuando Ricardo I fue coronado rey de Inglaterra, excluyó a todos los judíos y las mujeres de la ceremonia (aparentemente porque su coronación no era meramente como rey, sino también como cruzado), pero algunos líderes judíos llegaron a presentar regalos al nuevo rey. Según Ralf de Diceto, los cortesanos de Ricardo desnudaron y flagelaron a los judíos y luego los echaron de la corte. Cuando se extendió el rumor de que Ricardo había ordenado asesinar a todos los judíos, en la población de Londres comenzó una masacre. Muchos judíos fueron golpeados hasta la muerte, saqueados y quemados vivos. Sus casas fueron incendiadas y muchos de ellos fueron bautizados a la fuerza. Algunos buscaron refugio en la Torre de Londres y otros lograron escapar. Entre otros, fue asesinado Jacobo de Orleans, reconocido ampliamente como uno de los más prominentes de la época. Roger de Howeden, en su Gesta Regis Ricardi, expuso que la revuelta fue iniciada por los ciudadanos viciosos e intolerantes y que Ricardo I castigó a los perpetradores y permitió a los judíos conversos a la fuerza volver al judaísmo. El arzobispo de Canterbury Baldo de Exeter reaccionó diciendo que «Si el Rey no es un hombre de Dios, entonces más bien es del Diablo», refiriéndose a la supuesta sangre infernal de la línea angevina.
Ofendido al ser ignoradas sus órdenes y al darse cuenta de que los asaltos desestabilizarían su reino en vísperas de su partida a la cruzada, Ricardo I ordenó la ejecución de los responsables de los asesinatos y persecuciones más notables (muchos de ellos ya habían sido colgados al incendiar hogares cristianos por error durante la revuelta). Distribuyó un escrito real ordenando que se dejara en paz a los judíos. Sin embargo, el edicto no fue puesto en práctica en forma estricta y en marzo siguiente hubo más violencia, incluyendo una masacre en York.

### Planes de cruzada

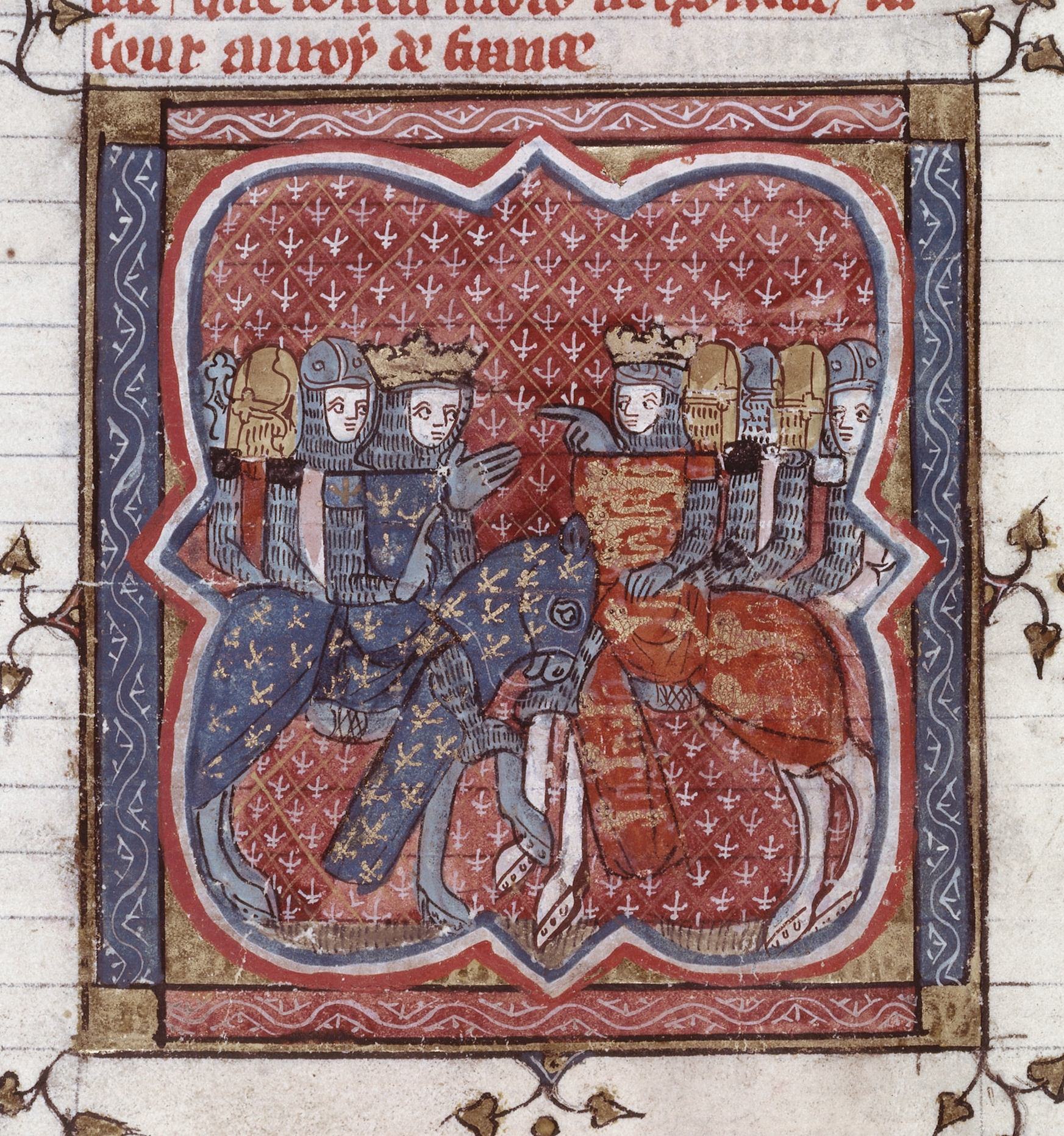
Miniatura de Ricardo I de Inglaterra y Felipe II de Francia.

Ricardo ya había tomado la cruz como conde de Poitou en 1187. Su padre Enrique II de Inglaterra y Felipe II de Francia también lo habían hecho en Gisors el 21 de enero de 1188, después de enterarse de la caída de Jerusalén en manos de Saladino. Habiéndose convertido en rey, Ricardo y Felipe acordaron ir a la Tercera Cruzada juntos, temiendo que en su ausencia el otro usurpase sus territorios.
Ricardo juró renunciar a su pasado de debilidad para demostrar que era merecedor de tomar la cruz. Comenzó a reunir y equipar nuevamente un ejército de cruzada. Gastó la mayor parte del tesoro de su padre (amasado con el dinero reunido por el impuesto saladino), subió los impuestos e incluso acordó liberar al rey Guillermo I de Escocia de su servidumbre a cambio de diez mil marcos. Para reunir aún más dinero, vendió posiciones oficiales, derechos y tierras a cualquier interesado. Incluso aquellos que ya habían sido nombrados fueron forzados a pagar fuertes sumas para retener sus puestos. Guillermo Longchamp —obispo de Ely y canciller del rey— hizo una oferta de tres mil libras para permanecer como canciller. Aparentemente, esta oferta fue pujada por un tal Reginaldo el Italiano, pero fue rehusada.
Hizo algunos arreglos finales en el continente. Reconfirmó el nombramiento hecho por su padre de Guillermo Fitz Ralph al importante puesto de senescal de Normandía. En Anjou, Esteban de Tours fue reemplazado como senescal y temporalmente encarcelado por mal manejo fiscal. Payn de Rochefort, un caballero angevino, fue elevado al puesto de senescal de Anjou. En Poitou, el ex preboste de Benon, Pedro Bertin, fue nombrado senescal y, finalmente, en Gascuña, el oficial local Helio de La Celle fue escogido para la senescalía. Luego de reposicionar a la mayor parte de su ejército y dejar resguardadas sus posesiones territoriales en Francia, Ricardo I inició finalmente la marcha a la cruzada el verano de 1190, cuya demora fue criticada por trovadores como Bertrán de Born. Nombró regentes a Hugh de Puiset, obispo de Durham, y a Guillermo de Mandeville, conde de Essex, que murió poco después y fue reemplazado por el canciller del rey, Guillermo Longchamp. El hermano de Ricardo I, Juan I de Inglaterra, no estuvo de acuerdo con esta decisión y comenzó a intrigar contra Guillermo.
Algunos autores han criticado a Ricardo I por pasar solo seis meses de su reinado en Inglaterra y desviar los recursos del reino para apoyar su cruzada y otras campañas en lo que hoy es Francia. Ricardo I decía que en Inglaterra «hacía frío y siempre está lloviendo», y cuando juntaba fondos para su cruzada, se le oía declarar que «Si hubiera encontrado un comprador para Londres mismo, lo habría vendido». Sin embargo, Inglaterra era una parte minoritaria de sus territorios, solo importante al darle un título real con el cual aproximarse a otros reyes como un igual. Como la mayoría de los reyes Plantagenet antes del siglo XIV, no tuvo necesidad de aprender el idioma inglés. Dejando el país en manos de varios funcionarios nombrados por él (incluyendo a veces a su madre), Ricardo estaba más interesado por sus extensos territorios franceses.

### Ocupación de Sicilia

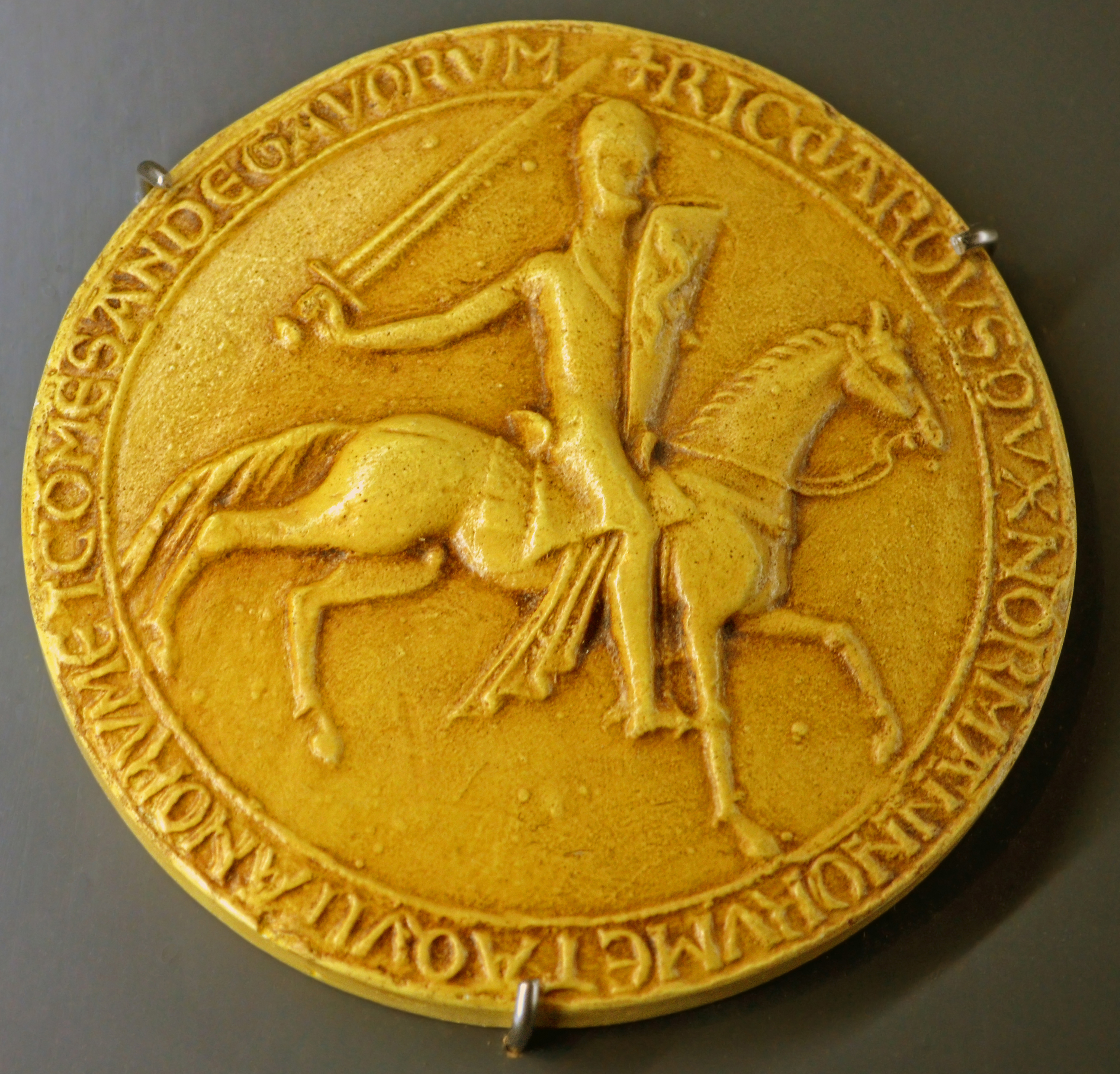
Gran Sello Real de 1189 del rey Ricardo I

En septiembre  de 1190, tanto Ricardo como Felipe llegaron a Sicilia. Tras la muerte del rey Guillermo II de Sicilia, su primo Tancredo de Lecce había tomado el poder y había sido coronado a principios de 1190 como rey, aunque la heredera legal era la tía de Guillermo Constanza de Sicilia, esposa del nuevo emperador Enrique VI del Sacro Imperio Romano Germánico. Tancredo había encarcelado a la viuda de Guillermo, la reina Juana de Inglaterra, reina consorte de Sicilia, hermana de Ricardo I y a quien Tancredo no había entregado el dinero que había heredado en el testamento de Guillermo. Al arribo de Ricardo I, demandó que su hermana fuese liberada y se le diese su herencia. La presencia de tropas extranjeras también causó malestar: en octubre se sublevó el pueblo de Mesina, exigiendo que los extranjeros se fueran. Ricardo I atacó Mesina, ocupándola el 4 de octubre de 1190. Luego de saquear y quemar la ciudad, Ricardo I estableció allí su base. Permaneció en ese lugar hasta que Tancredo accedió finalmente a firmar un tratado el 4 de marzo de 1191. El tratado fue firmado por Ricardo, Felipe y Tancredo. Los términos principales eran:
- Juana sería liberada, recibiría su herencia y la dote que su padre había dado a su último marido.
- Ricardo y Felipe reconocerían a Tancredo como rey de Sicilia y harían votos para mantener la paz entre sus tres reinos.
- Ricardo proclamaría oficialmente a su sobrino Arturo, hijo de Godofredo, como su heredero, y Tancredo se comprometía a que una de sus hijas fuese prometida en matrimonio a Arturo cuando estuviera en edad de casarse.
- Ricardo y Tancredo intercambiaron regalos: Ricardo dio a Tancredo una espada que se dijo era Excalibur, la espada del rey Arturo.

Luego de firmar el tratado, Ricardo y Felipe dejaron Sicilia. Este tratado socavó las relaciones de Inglaterra con el Sacro Imperio Romano Germánico y causó la sublevación del hermano de Ricardo, Juan, quien esperaba ser proclamado heredero en lugar de su sobrino. Aunque esta sublevación fracasó, Juan continuó intrigando contra su hermano.

### Conquista de Chipre
En abril de 1191, mientras iba a la Tercera Cruzada, Ricardo I hizo una parada en el Imperio bizantino, específicamente en la isla de Rodas, para evitar el mal tiempo. Al parecer, Ricardo I había estado solo una vez con su prometida Berenguela de Navarra, años antes de su boda. Él designó a su madre para representarlo y convencer a su padre, Sancho VI de Navarra, y a sus parientes para consentir la boda y llevarle a la novia. Ricardo iba en su rescate cuando encallaron en la costa de Chipre. Dejó Rodas en mayo, pero una nueva tormenta llevó a la flota de Ricardo I a Chipre.
El 6 de mayo de 1191, la flota de Ricardo I llegó al puerto de Lémesos en Chipre y tomó la ciudad. El déspota de la isla, Isaac Comneno de Chipre, llegó demasiado tarde para detener a los cruzados y se refugió en Colossi. Ricardo I llamó a Isaac para negociar, pero él demandó su partida. Ricardo y su caballería encontraron al ejército de Isaac en Tremetusia. Los pocos católicos chipriotas y aquellos nobles que se oponían a la regencia de Isaac, se unieron al ejército de Ricardo I. Aunque Isaac y sus hombres pelearon valientemente, el ejército de Ricardo era más numeroso y mejor equipado, lo que les aseguró la victoria. También recibió apoyo militar del rey de Jerusalén, Guido de Lusignan. Isaac resistió desde los castillos de Pentadáctylos, pero tras el asalto al castillo de Kantara, finalmente se rindió. Se afirma que Ricardo capturó a Isaac, confinándolo con cadenas de plata, dado que había prometido no ponerlo en hierros. La hija de Isaac fue mantenida en el hogar de Berenguela y Juana. Ricardo asaltó la isla y masacró a aquellos que intentaron resistírsele. Él y la mayor parte de su ejército dejaron Chipre hacia Tierra Santa a principios de junio, habiendo ganado para la cruzada una base de apoyo que no estaba bajo amenaza inmediata de los turcos como lo estaba Tiro. En su ausencia, Chipre fue gobernada por Ricardo Camville.
Más tarde, en ese mismo año, la Orden del Temple le compró la isla a Ricardo I para ser gobernada por Armand Bouchart.

### En Tierra Santa

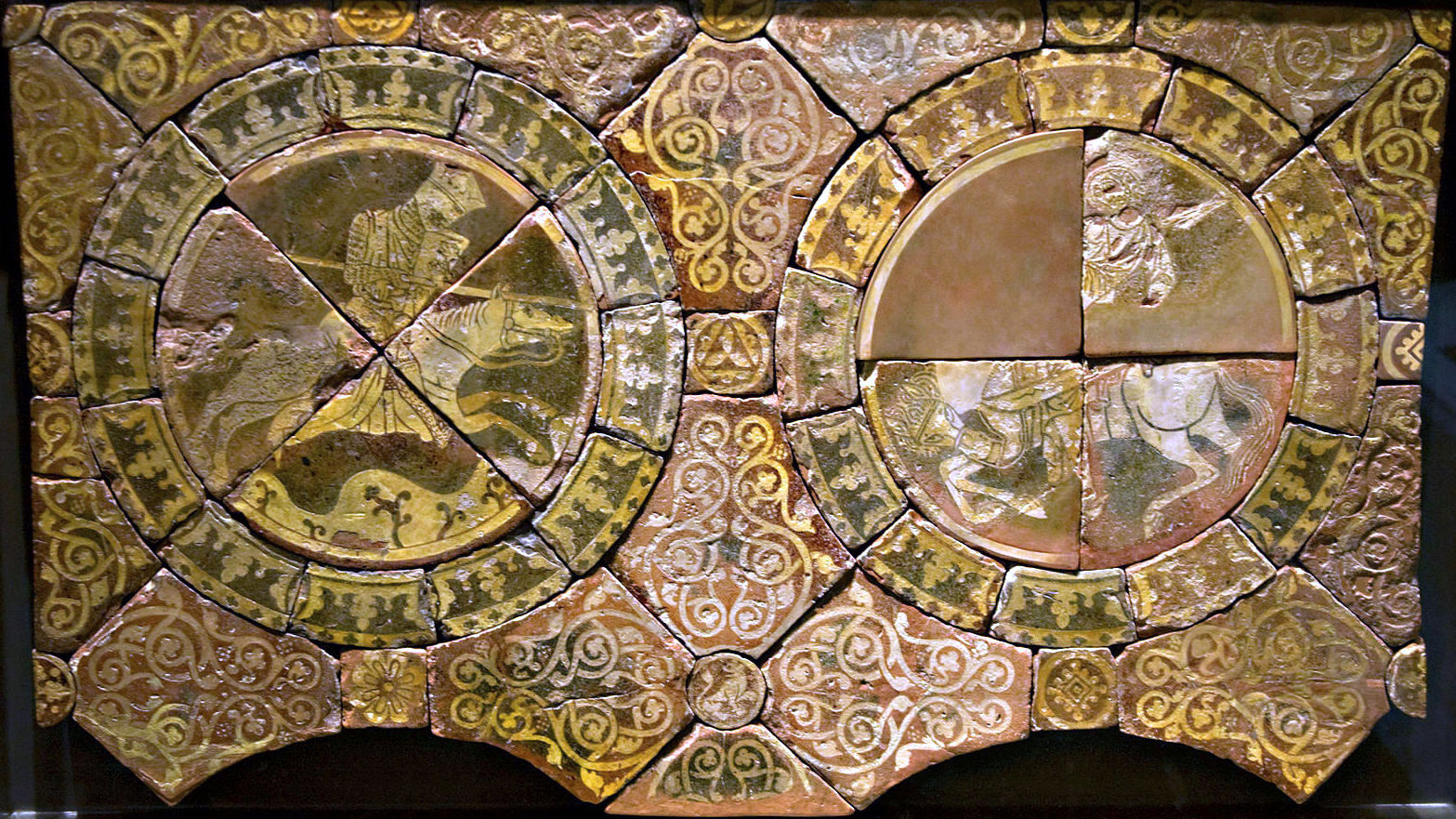
Retrato de Ricardo I (izquierda) y de Saladino en unos azulejos (c. 1250-60). Museo Británico

El rey Ricardo I llegó a Acre, Palestina, en junio del año 1191. Dio su apoyo a su vasallo de Poitiers Guido de Lusignan, que había llevado sus tropas a Chipre para apoyarlo. Guido era el viudo de la prima del padre de Ricardo, Sibila de Jerusalén (El rey Fulco de Jerusalén tuvo varios hijos, entre ellos: Amalarico I de Jerusalén, padre de Sibila; y Godofredo V de Anjou, padre de Enrique II de Inglaterra, padre de Ricardo Corazón de León). En esta época, Guido, el esposo de Sibila estaba tratando de retener la corona de Jerusalén, a pesar de la muerte de su señora acaecida durante el sitio de Acre el año anterior. El derecho de Guido era disputado por Conrado de Monferrato, segundo esposo de la media hermana de Sibila, Isabel de Jerusalén: Conrado, cuya defensa de Tiro había salvado el reino en 1187, fue apoyado por Felipe de Francia, hijo de su primer primo Luis VII de Francia y por otro primo, el duque Leopoldo V de Austria (Babenberg). Ricardo también se alió con Hunfredo IV de Torón, el primer marido de Isabel, del cual se había divorciado a la fuerza en 1190. Hunfredo era leal a Guido y hablaba el árabe en forma fluida, de forma que servía a Ricardo como traductor y negociador.
Ricardo y sus fuerzas ayudaron a conquistar Acre, a pesar de la grave enfermedad del rey. Se dice que Ricardo I, mientras estaba enfermo de escorbuto, mataba guardias en las paredes con una ballesta, mientras era llevado en una camilla. Conrado de Montferrato concluyó las negociaciones de rendición con Saladino e izó los pendones de los reyes en la ciudad. Ricardo discrepó de Leopoldo V de Austria sobre la destitución de Isaac Comneno (relacionada con la madre bizantina de Leopoldo) y sobre su posición dentro de la cruzada. El pendón de Leopoldo había sido izado al lado de los estandartes inglés y francés. Ello fue interpretado como una arrogancia por Ricardo y Felipe, dado que Leopoldo era un vasallo del Sacro Imperio Romano Germánico (aunque entonces era el líder vivo de más alto rango de las fuerzas imperiales). Los hombres de Ricardo derribaron el pendón y lo tiraron en el foso de Acre. Leopoldo dejó inmediatamente la cruzada. Felipe también se fue poco después, en mala condición de salud y luego de disputas con Ricardo acerca del estado de Chipre (Felipe demandaba la mitad de la isla) y del reino de Jerusalén. Ricardo se encontró repentinamente sin aliados.
Ricardo mantuvo prisioneros a dos mil setecientos musulmanes, al objeto de conseguir que Saladino cumpliera todos los términos de la rendición de las tierras circundantes a Acre. Felipe, antes de partir, había confiado sus prisioneros a Conrado, pero Ricardo lo forzó a entregárselos. Ricardo temía que sus fuerzas permanecieran retenidas en Acre, ya que creía que su campaña no podría avanzar con los prisioneros en caravana. Por lo tanto, ordenó que todos los prisioneros fuesen asesinados y se desplazó al sur, derrotando a las fuerzas de Saladino en la batalla de Arsuf el 7 de septiembre. Intentó negociar con Saladino, ofreciéndole a su hermana viuda, Juana de Sicilia, como novia para el hermano de Saladino Al Adil, pero no tuvo éxito. En la primera mitad de 1192, él y sus tropas refortificaron Ascalón.
Una elección forzó a Ricardo a aceptar a Conrado de Montferrato como rey de Jerusalén y vendió Chipre a su protegido derrotado, Guido. Sin embargo, solo días después, el 28 de abril de 1192, Conrado fue apuñalado hasta la muerte por miembros de la Secta de los Asesinos antes de que pudiera ser coronado. Ocho días después, el propio sobrino de Ricardo, Enrique II de Champaña, se casó con la viuda Isabel de Jerusalén, aunque estaba encinta del hijo de Conrado. El crimen nunca fue resuelto en forma conclusiva y los contemporáneos de Ricardo I sospechan que él estuvo involucrado.
Tomando conciencia de que ya no había esperanza de retener Jerusalén, incluso después de haberla tomado, Ricardo ordenó la retirada. Entonces comenzó un período de escaramuzas menores con las fuerzas de Saladino, mientras Ricardo y Saladino negociaban un acuerdo para el conflicto, ya que ambos se dieron cuenta de que sus respectivas posiciones eran insostenibles. Ricardo supo que Felipe y su propio hermano Juan preparaban un complot en su contra. Sin embargo, Saladino insistía en arrasar las fortificaciones de Ascalón que los hombres de Ricardo habían reconstruido y en otros puntos menores. Ricardo hizo un último intento de acercar posiciones al intentar invadir Egipto (la principal base de provisiones de Saladino), pero falló. Finalmente, el tiempo de Ricardo se agotaba. Consideró que su regreso ya no podía posponerse, dado que Felipe y Juan tomaban ventaja de su ausencia. Él y Saladino llegaron a un acuerdo final el 2 de septiembre de 1192, que incluía la concesión de la demanda de destrucción de la muralla de Ascalón, así como el libre acceso de los cristianos a Jerusalén, la tolerancia de su presencia allí y una tregua de tres años.

### Cautiverio y retorno

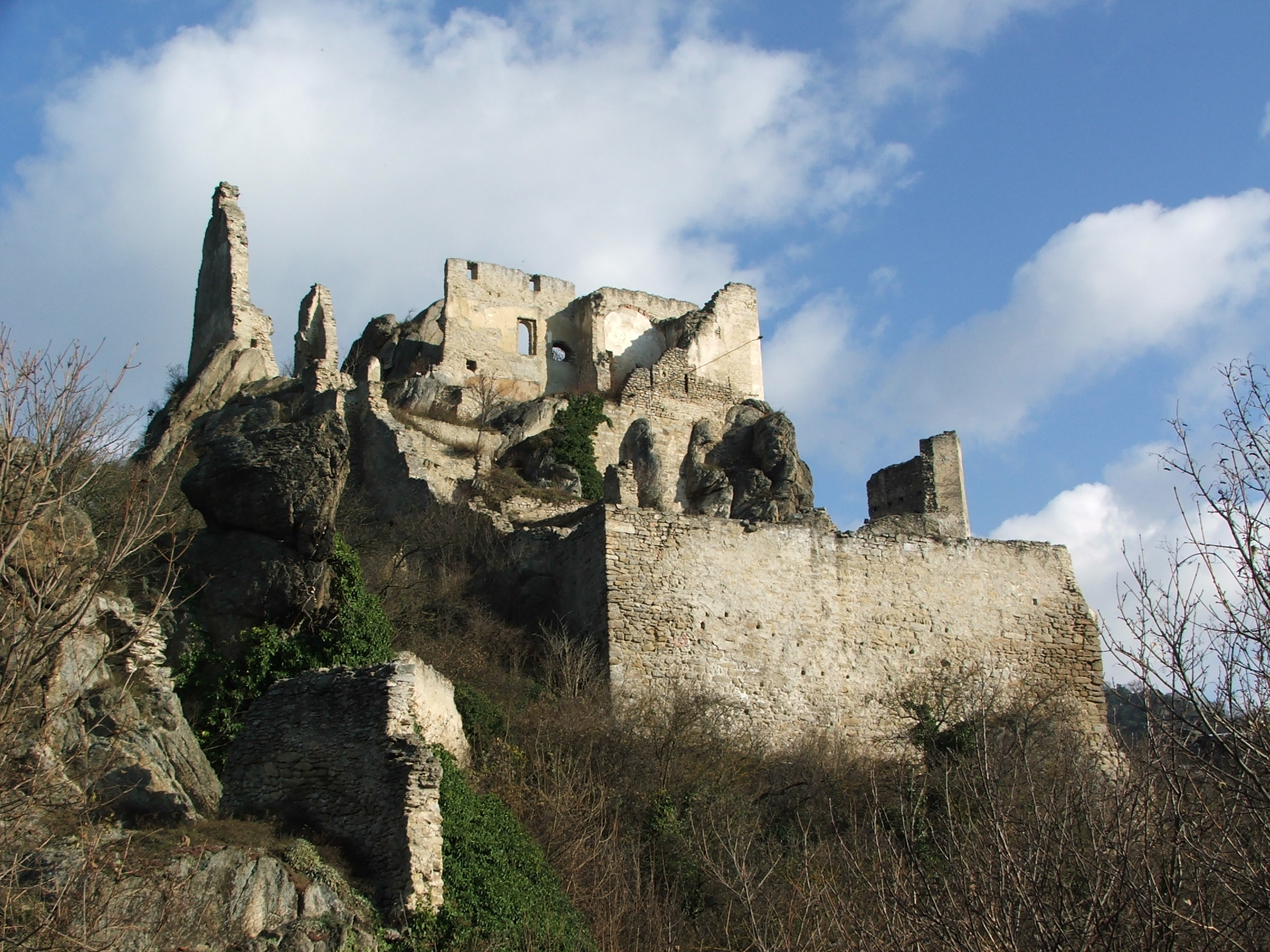
Ruinas del castillo de Dürnstein, actual Austria, en el que estuvo prisionero Ricardo.

En diciembre de 1192, espoleado por las noticias que llegan del reino, Ricardo trata de regresar a Inglaterra, pero el mal tiempo desvió su flota a la costa adriática y lo obligan a atracar en Corfú, en las islas del emperador bizantino Isaac II Ángelo, que discutía la anexión por parte de Ricardo de la isla de Chipre, antigua posesión bizantina. Disfrazado como un caballero templario, Ricardo navegó desde Corfú con cuatro ayudantes, pero su barco encalló cerca de Aquilea, forzando a Ricardo y a sus partidarios a seguir una peligrosa ruta terrestre por la Europa central. Mientras se dirigía hacia el territorio de su cuñado Enrique, Ricardo fue capturado cerca de Viena por Leopoldo V de Austria poco después de la Navidad de 1192 y acusado de arreglar el asesinato de su primo Conrado de Montferrat. Ricardo y sus criados viajaban disfrazados como peregrinos de baja condición, pero pudo ser identificado porque usaba un anillo lujoso o por su insistencia en comer pollo asado, una delicadeza de la aristocracia. El duque lo llevó como prisionero ante el emperador Enrique VI de Alemania y lo mantuvo cautivo en Dürnstein. Fue allí donde Ricardo escribió Ja nus hons pris o Ja nuls om pres, una canción en versión francesa y occitana, expresando su sentimiento de abandono por parte de su propia gente. Se hizo famosa su frase de rechazo a mostrar deferencia al emperador: «Nací con un rango que no reconoce ningún superior que no sea Dios». No obstante, las condiciones de su cautiverio no fueron severas.
Su libertad no le interesaba a nadie: Felipe II de Francia prefería a su hermano Juan, y el papa Celestino III lo rechazaba por su conducta. Su madre, Leonor de Aquitania, luchó incansablemente para obtener la liberación de Ricardo, intentando reunir el dinero del rescate consistente en 100 000 marcos (cerca de cinco veces el ingreso anual de la Corona inglesa bajo la regencia de Ricardo) que exigía Enrique. Tanto el clero como los legos debieron pagar fuertes impuestos de un cuarto del valor de su propiedad, se confiscaron los tesoros de oro y plata de las iglesias y se reunió dinero mediante la compensación monetaria por parte de los nobles por no hacer el servicio militar debido a la corona e impuestos de carucage. El emperador pidió cien mil marcos para él antes de liberar al rey, el mismo monto reunido por el impuesto saladino pocos años antes. Al mismo tiempo, Juan, el hermano de Ricardo, y el rey Felipe de Francia ofrecieron ochenta mil al emperador para que mantuviera prisionero a Ricardo hasta la fiesta de San Miguel y Todos los Ángeles de 1194. El emperador rehusó esta oferta, pero a costa de aumentarlo una mitad más. El dinero del rescate del rey había sido transferido por los embajadores del emperador, pero «bajo la responsabilidad del rey» (si se hubiese perdido en el camino, habría sido responsabilidad de Ricardo) y finalmente el 4 de febrero de 1194 Ricardo fue liberado. Felipe envió un mensaje a Juan que decía: «Cuídate, el demonio anda suelto».

## Matrimonio
Antes de dejar Chipre, Ricardo I se casó en la ciudad de Limassol, el 12 de mayo de 1191, con Berenguela de Navarra, primera hija del rey Sancho VI de Navarra. La boda tuvo lugar en la Capilla de San Jorge y asistió su hermana Juana a la ceremonia, a quien Ricardo había traído desde Sicilia.
Aunque prometido con Adela de Francia (también referida en las crónicas como Aélis, Alicia o Adelaida) desde su infancia, lo cierto es que tanto su padre, primero, como el propio Ricardo, después, nunca mostraron demasiado interés en culminar este proyecto matrimonial. Al parecer, Enrique II había hecho de Adela su concubina y, según argumentó el propio Ricardo para romper este compromiso poco antes de la llegada de Berenguela al campamento cruzado de Sicilia, de dicha relación había nacido un hijo. Tradicionalmente se viene manteniendo que fue Leonor de Aquitania la instigadora de este matrimonio, pero a tenor de las fuentes, se concluye que fue el propio Ricardo el responsable. Aunque sus mejores biógrafos estiman que el compromiso se habría acordado en 1188, existen indicios para creer que las negociaciones se gestaron durante 1185. 
Durante la estancia en Tierra Santa, Ricardo y Berenguela se distanciaron. De hecho, regresaron a Europa por separado. Se le había ordenado a Ricardo reunirse con Berenguela y mostrarle fidelidad en el futuro, advirtiéndole «recordar la destrucción de Sodoma y abstenerse de actos ilícitos». Esto podría ser considerado como evidencia de que Ricardo I se involucró en actividades homosexuales, aunque se dice que «el pecado de Sodoma» puede ser interpretado más ampliamente.
Varios autores dan como cosa probada la homosexualidad del rey Ricardo e insinúan que el notorio desapego que mostró hacia su esposa era consecuencia de ello. Los esposos vivieron separados prácticamente durante todo su matrimonio debido a las campañas guerreras del rey, y cuando este regresó a Inglaterra su esposa no le acompañó, y ni siquiera asistió a la ceremonia de coronación —la segunda tras la usurpación de su hermano— ni a los funerales del rey cuando este murió. No tuvieron tampoco descendencia.
Por otra parte, el matrimonio enemistó a Ricardo I con el rey Felipe II y, aprovechando la Cruzada, este apoyó para la sucesión al trono de Inglaterra a Juan, hermano menor de Ricardo.

## Árbol genealógico
| \| \| \| \| \| \| \| \| \| \| \| \| \| \| \| \| \| \| \| \| 16. Fulco IV de Anjou \| \| \| \| \| \| \| \| \| \| \| \| \| \| \| \| \| \| \| \| \| \| \| \| \| \| \| \| \| \| \| \| \| \| \| \| \| \| \| \| \| \| \| \| \| \| \| \| \| \| \| \| \| \| 8. Fulco de Jerusalén \| \| \| \| \| \| \| \| \| \| \| \| \| \| \| \| \| \| \| \| \| \| \| \| \| \| \| \| \| \| \| \| \| \| \| \| \| \| \| \| \| \| \| \| \| \| \| \| \| \| \| \| \| \| 17. Bertrade de Montfort \| \| \| \| \| \| \| \| \| \| \| \| \| \| \| \| \| \| \| \| \| \| \| \| \| \| \| \| \| \| \| \| \| \| \| \| \| \| \| \| \| \| \| \| \| \| \| \| \| \| \| \| \| \| 4. Godofredo V de Anjou \| \| \| \| \| \| \| \| \| \| \| \| \| \| \| \| \| \| \| \| \| \| \| \| \| \| \| \| \| \| \| \| \| \| \| \| \| \| \| \| \| \| \| \| \| \| \| \| \| \| \| \| \| \| 18. Elías I, conde de Maine \| \| \| \| \| \| \| \| \| \| \| \| \| \| \| \| \| \| \| \| \| \| \| \| \| \| \| \| \| \| \| \| \| \| \| \| \| \| \| \| \| \| \| \| \| \| \| \| \| \| \| \| \| \| 9. Ermengarda de Maine \| \| \| \| \| \| \| \| \| \| \| \| \| \| \| \| \| \| \| \| \| \| \| \| \| \| \| \| \| \| \| \| \| \| \| \| \| \| \| \| \| \| \| \| \| \| \| \| \| \| \| \| \| \| 19. Matilde de Château-du-Loir \| \| \| \| \| \| \| \| \| \| \| \| \| \| \| \| \| \| \| \| \| \| \| \| \| \| \| \| \| \| \| \| \| \| \| \| \| \| \| \| \| \| \| \| \| \| \| \| \| \| \| \| \| \| 2. Enrique II de Inglaterra \| \| \| \| \| \| \| \| \| \| \| \| \| \| \| \| \| \| \| \| \| \| \| \| \| \| \| \| \| \| \| \| \| \| \| \| \| \| \| \| \| \| \| \| \| \| \| \| \| \| \| \| \| \| 20. Guillermo I de Inglaterra \| \| \| \| \| \| \| \| \| \| \| \| \| \| \| \| \| \| \| \| \| \| \| \| \| \| \| \| \| \| \| \| \| \| \| \| \| \| \| \| \| \| \| \| \| \| \| \| \| \| \| \| \| \| 10. Enrique I de Inglaterra \| \| \| \| \| \| \| \| \| \| \| \| \| \| \| \| \| \| \| \| \| \| \| \| \| \| \| \| \| \| \| \| \| \| \| \| \| \| \| \| \| \| \| \| \| \| \| \| \| \| \| \| \| \| 21. Matilde de Flandes \| \| \| \| \| \| \| \| \| \| \| \| \| \| \| \| \| \| \| \| \| \| \| \| \| \| \| \| \| \| \| \| \| \| \| \| \| \| \| \| \| \| \| \| \| \| \| \| \| \| \| \| \| \| 5. Matilde de Inglaterra \| \| \| \| \| \| \| \| \| \| \| \| \| \| \| \| \| \| \| \| \| \| \| \| \| \| \| \| \| \| \| \| \| \| \| \| \| \| \| \| \| \| \| \| \| \| \| \| \| \| \| \| \| \| 22. Malcolm III de Escocia \| \| \| \| \| \| \| \| \| \| \| \| \| \| \| \| \| \| \| \| \| \| \| \| \| \| \| \| \| \| \| \| \| \| \| \| \| \| \| \| \| \| \| \| \| \| \| \| \| \| \| \| \| \| 11. Edith de Escocia \| \| \| \| \| \| \| \| \| \| \| \| \| \| \| \| \| \| \| \| \| \| \| \| \| \| \| \| \| \| \| \| \| \| \| \| \| \| \| \| \| \| \| \| \| \| \| \| \| \| \| \| \| \| 23. Margarita de Escocia \| \| \| \| \| \| \| \| \| \| \| \| \| \| \| \| \| \| \| \| \| \| \| \| \| \| \| \| \| \| \| \| \| \| \| \| \| \| \| \| \| \| \| \| \| \| \| \| \| \| \| \| \| \| 1. Ricardo I de Inglaterra \| \| \| \| \| \| \| \| \| \| \| \| \| \| \| \| \| \| \| \| \| \| \| \| \| \| \| \| \| \| \| \| \| \| \| \| \| \| \| \| \| \| \| \| \| \| \| \| \| \| \| \| \| \| 24. Guillermo VIII, duque de Aquitania \| \| \| \| \| \| \| \| \| \| \| \| \| \| \| \| \| \| \| \| \| \| \| \| \| \| \| \| \| \| \| \| \| \| \| \| \| \| \| \| \| \| \| \| \| \| \| \| \| \| \| \| \| \| 12. Guillermo IX, duque de Aquitania \| \| \| \| \| \| \| \| \| \| \| \| \| \| \| \| \| \| \| \| \| \| \| \| \| \| \| \| \| \| \| \| \| \| \| \| \| \| \| \| \| \| \| \| \| \| \| \| \| \| \| \| \| \| 25. Hildegard de Borgoña \| \| \| \| \| \| \| \| \| \| \| \| \| \| \| \| \| \| \| \| \| \| \| \| \| \| \| \| \| \| \| \| \| \| \| \| \| \| \| \| \| \| \| \| \| \| \| \| \| \| \| \| \| \| 6. Guillermo X, duque de Aquitania \| \| \| \| \| \| \| \| \| \| \| \| \| \| \| \| \| \| \| \| \| \| \| \| \| \| \| \| \| \| \| \| \| \| \| \| \| \| \| \| \| \| \| \| \| \| \| \| \| \| \| \| \| \| 26. Guillermo IV de Tolosa \| \| \| \| \| \| \| \| \| \| \| \| \| \| \| \| \| \| \| \| \| \| \| \| \| \| \| \| \| \| \| \| \| \| \| \| \| \| \| \| \| \| \| \| \| \| \| \| \| \| \| \| \| \| 13. Felipa de Tolosa \| \| \| \| \| \| \| \| \| \| \| \| \| \| \| \| \| \| \| \| \| \| \| \| \| \| \| \| \| \| \| \| \| \| \| \| \| \| \| \| \| \| \| \| \| \| \| \| \| \| \| \| \| \| 27. Emma de Mortain \| \| \| \| \| \| \| \| \| \| \| \| \| \| \| \| \| \| \| \| \| \| \| \| \| \| \| \| \| \| \| \| \| \| \| \| \| \| \| \| \| \| \| \| \| \| \| \| \| \| \| \| \| \| 3. Leonor de Aquitania \| \| \| \| \| \| \| \| \| \| \| \| \| \| \| \| \| \| \| \| \| \| \| \| \| \| \| \| \| \| \| \| \| \| \| \| \| \| \| \| \| \| \| \| \| \| \| \| \| \| \| \| \| \| 28. Boson II de Châtellerault, vizconde de Châtellérault \| \| \| \| \| \| \| \| \| \| \| \| \| \| \| \| \| \| \| \| \| \| \| \| \| \| \| \| \| \| \| \| \| \| \| \| \| \| \| \| \| \| \| \| \| \| \| \| \| \| \| \| \| \| 14. Aimery I de Rochefoucauld, vizconde de Châtellerault \| \| \| \| \| \| \| \| \| \| \| \| \| \| \| \| \| \| \| \| \| \| \| \| \| \| \| \| \| \| \| \| \| \| \| \| \| \| \| \| \| \| \| \| \| \| \| \| \| \| \| \| \| \| 29. Aenora de Thouars \| \| \| \| \| \| \| \| \| \| \| \| \| \| \| \| \| \| \| \| \| \| \| \| \| \| \| \| \| \| \| \| \| \| \| \| \| \| \| \| \| \| \| \| \| \| \| \| \| \| \| \| \| \| 7. Leonor de Châtellerault \| \| \| \| \| \| \| \| \| \| \| \| \| \| \| \| \| \| \| \| \| \| \| \| \| \| \| \| \| \| \| \| \| \| \| \| \| \| \| \| \| \| \| \| \| \| \| \| \| \| \| \| \| \| 30. Barthélémy de l'Isle Bouchard \| \| \| \| \| \| \| \| \| \| \| \| \| \| \| \| \| \| \| \| \| \| \| \| \| \| \| \| \| \| \| \| \| \| \| \| \| \| \| \| \| \| \| \| \| \| \| \| \| \| \| \| \| \| 15. Dangereuse de l'Isle Bouchard \| \| \| \| \| \| \| \| \| \| \| \| \| \| \| \| \| \| \| \| \| \| \| \| \| \| \| \| \| \| \| \| \| \| \| \| \| \| \| \| \| \| \| \| \| \| \| \| \| \| \| \| \| \| 31. Gerberge de Blaison \| \| \| \| \| \| \| \| \| \| \| \| \| \| \| \| \| \| \| \| \| \| \| \| \| \| \| \| \| \| \| \| \| \| \| \| \| \| \| \| \| \| \| \| \| \| \| \| \| \| \| \| |                                                          |  |  |  |  |  |  |  |  |  |  |  |  |  |  |  |
| |                                                          |  |  |  |  |  |  |  |  |  |  |  |  |  |  |  |
| | 16. Fulco IV de Anjou                                    |  |  |  |  |  |  |  |  |  |  |  |  |  |  |  |
| |                                                          |  |  |  |  |  |  |  |  |  |  |  |  |  |  |  |
| |                                                          |  |  |  |  |  |  |  |  |  |  |  |  |  |  |  |
| | 8. Fulco de Jerusalén                                    |  |  |  |  |  |  |  |  |  |  |  |  |  |  |  |
| |                                                          |  |  |  |  |  |  |  |  |  |  |  |  |  |  |  |
| |                                                          |  |  |  |  |  |  |  |  |  |  |  |  |  |  |  |
| | 17. Bertrade de Montfort                                 |  |  |  |  |  |  |  |  |  |  |  |  |  |  |  |
| |                                                          |  |  |  |  |  |  |  |  |  |  |  |  |  |  |  |
| |                                                          |  |  |  |  |  |  |  |  |  |  |  |  |  |  |  |
| | 4. Godofredo V de Anjou                                  |  |  |  |  |  |  |  |  |  |  |  |  |  |  |  |
| |                                                          |  |  |  |  |  |  |  |  |  |  |  |  |  |  |  |
| |                                                          |  |  |  |  |  |  |  |  |  |  |  |  |  |  |  |
| | 18. Elías I, conde de Maine                              |  |  |  |  |  |  |  |  |  |  |  |  |  |  |  |
| |                                                          |  |  |  |  |  |  |  |  |  |  |  |  |  |  |  |
| |                                                          |  |  |  |  |  |  |  |  |  |  |  |  |  |  |  |
| | 9. Ermengarda de Maine                                   |  |  |  |  |  |  |  |  |  |  |  |  |  |  |  |
| |                                                          |  |  |  |  |  |  |  |  |  |  |  |  |  |  |  |
| |                                                          |  |  |  |  |  |  |  |  |  |  |  |  |  |  |  |
| | 19. Matilde de Château-du-Loir                           |  |  |  |  |  |  |  |  |  |  |  |  |  |  |  |
| |                                                          |  |  |  |  |  |  |  |  |  |  |  |  |  |  |  |
| |                                                          |  |  |  |  |  |  |  |  |  |  |  |  |  |  |  |
| | 2. Enrique II de Inglaterra                              |  |  |  |  |  |  |  |  |  |  |  |  |  |  |  |
| |                                                          |  |  |  |  |  |  |  |  |  |  |  |  |  |  |  |
| |                                                          |  |  |  |  |  |  |  |  |  |  |  |  |  |  |  |
| | 20. Guillermo I de Inglaterra                            |  |  |  |  |  |  |  |  |  |  |  |  |  |  |  |
| |                                                          |  |  |  |  |  |  |  |  |  |  |  |  |  |  |  |
| |                                                          |  |  |  |  |  |  |  |  |  |  |  |  |  |  |  |
| | 10. Enrique I de Inglaterra                              |  |  |  |  |  |  |  |  |  |  |  |  |  |  |  |
| |                                                          |  |  |  |  |  |  |  |  |  |  |  |  |  |  |  |
| |                                                          |  |  |  |  |  |  |  |  |  |  |  |  |  |  |  |
| | 21. Matilde de Flandes                                   |  |  |  |  |  |  |  |  |  |  |  |  |  |  |  |
| |                                                          |  |  |  |  |  |  |  |  |  |  |  |  |  |  |  |
| |                                                          |  |  |  |  |  |  |  |  |  |  |  |  |  |  |  |
| | 5. Matilde de Inglaterra                                 |  |  |  |  |  |  |  |  |  |  |  |  |  |  |  |
| |                                                          |  |  |  |  |  |  |  |  |  |  |  |  |  |  |  |
| |                                                          |  |  |  |  |  |  |  |  |  |  |  |  |  |  |  |
| | 22. Malcolm III de Escocia                               |  |  |  |  |  |  |  |  |  |  |  |  |  |  |  |
| |                                                          |  |  |  |  |  |  |  |  |  |  |  |  |  |  |  |
| |                                                          |  |  |  |  |  |  |  |  |  |  |  |  |  |  |  |
| | 11. Edith de Escocia                                     |  |  |  |  |  |  |  |  |  |  |  |  |  |  |  |
| |                                                          |  |  |  |  |  |  |  |  |  |  |  |  |  |  |  |
| |                                                          |  |  |  |  |  |  |  |  |  |  |  |  |  |  |  |
| | 23. Margarita de Escocia                                 |  |  |  |  |  |  |  |  |  |  |  |  |  |  |  |
| |                                                          |  |  |  |  |  |  |  |  |  |  |  |  |  |  |  |
| |                                                          |  |  |  |  |  |  |  |  |  |  |  |  |  |  |  |
| | 1. Ricardo I de Inglaterra                               |  |  |  |  |  |  |  |  |  |  |  |  |  |  |  |
| |                                                          |  |  |  |  |  |  |  |  |  |  |  |  |  |  |  |
| |                                                          |  |  |  |  |  |  |  |  |  |  |  |  |  |  |  |
| | 24. Guillermo VIII, duque de Aquitania                   |  |  |  |  |  |  |  |  |  |  |  |  |  |  |  |
| |                                                          |  |  |  |  |  |  |  |  |  |  |  |  |  |  |  |
| |                                                          |  |  |  |  |  |  |  |  |  |  |  |  |  |  |  |
| | 12. Guillermo IX, duque de Aquitania                     |  |  |  |  |  |  |  |  |  |  |  |  |  |  |  |
| |                                                          |  |  |  |  |  |  |  |  |  |  |  |  |  |  |  |
| |                                                          |  |  |  |  |  |  |  |  |  |  |  |  |  |  |  |
| | 25. Hildegard de Borgoña                                 |  |  |  |  |  |  |  |  |  |  |  |  |  |  |  |
| |                                                          |  |  |  |  |  |  |  |  |  |  |  |  |  |  |  |
| |                                                          |  |  |  |  |  |  |  |  |  |  |  |  |  |  |  |
| | 6. Guillermo X, duque de Aquitania                       |  |  |  |  |  |  |  |  |  |  |  |  |  |  |  |
| |                                                          |  |  |  |  |  |  |  |  |  |  |  |  |  |  |  |
| |                                                          |  |  |  |  |  |  |  |  |  |  |  |  |  |  |  |
| | 26. Guillermo IV de Tolosa                               |  |  |  |  |  |  |  |  |  |  |  |  |  |  |  |
| |                                                          |  |  |  |  |  |  |  |  |  |  |  |  |  |  |  |
| |                                                          |  |  |  |  |  |  |  |  |  |  |  |  |  |  |  |
| | 13. Felipa de Tolosa                                     |  |  |  |  |  |  |  |  |  |  |  |  |  |  |  |
| |                                                          |  |  |  |  |  |  |  |  |  |  |  |  |  |  |  |
| |                                                          |  |  |  |  |  |  |  |  |  |  |  |  |  |  |  |
| | 27. Emma de Mortain                                      |  |  |  |  |  |  |  |  |  |  |  |  |  |  |  |
| |                                                          |  |  |  |  |  |  |  |  |  |  |  |  |  |  |  |
| |                                                          |  |  |  |  |  |  |  |  |  |  |  |  |  |  |  |
| | 3. Leonor de Aquitania                                   |  |  |  |  |  |  |  |  |  |  |  |  |  |  |  |
| |                                                          |  |  |  |  |  |  |  |  |  |  |  |  |  |  |  |
| |                                                          |  |  |  |  |  |  |  |  |  |  |  |  |  |  |  |
| | 28. Boson II de Châtellerault, vizconde de Châtellérault |  |  |  |  |  |  |  |  |  |  |  |  |  |  |  |
| |                                                          |  |  |  |  |  |  |  |  |  |  |  |  |  |  |  |
| |                                                          |  |  |  |  |  |  |  |  |  |  |  |  |  |  |  |
| | 14. Aimery I de Rochefoucauld, vizconde de Châtellerault |  |  |  |  |  |  |  |  |  |  |  |  |  |  |  |
| |                                                          |  |  |  |  |  |  |  |  |  |  |  |  |  |  |  |
| |                                                          |  |  |  |  |  |  |  |  |  |  |  |  |  |  |  |
| | 29. Aenora de Thouars                                    |  |  |  |  |  |  |  |  |  |  |  |  |  |  |  |
| |                                                          |  |  |  |  |  |  |  |  |  |  |  |  |  |  |  |
| |                                                          |  |  |  |  |  |  |  |  |  |  |  |  |  |  |  |
| | 7. Leonor de Châtellerault                               |  |  |  |  |  |  |  |  |  |  |  |  |  |  |  |
| |                                                          |  |  |  |  |  |  |  |  |  |  |  |  |  |  |  |
| |                                                          |  |  |  |  |  |  |  |  |  |  |  |  |  |  |  |
| | 30. Barthélémy de l'Isle Bouchard                        |  |  |  |  |  |  |  |  |  |  |  |  |  |  |  |
| |                                                          |  |  |  |  |  |  |  |  |  |  |  |  |  |  |  |
| |                                                          |  |  |  |  |  |  |  |  |  |  |  |  |  |  |  |
| | 15. Dangereuse de l'Isle Bouchard                        |  |  |  |  |  |  |  |  |  |  |  |  |  |  |  |
| |                                                          |  |  |  |  |  |  |  |  |  |  |  |  |  |  |  |
| |                                                          |  |  |  |  |  |  |  |  |  |  |  |  |  |  |  |
| | 31. Gerberge de Blaison                                  |  |  |  |  |  |  |  |  |  |  |  |  |  |  |  |
| |                                                          |  |  |  |  |  |  |  |  |  |  |  |  |  |  |  |
| |                                                          |  |  |  |  |  |  |  |  |  |  |  |  |  |  |  |

## Últimos años y muerte
Durante su ausencia Juan estuvo cerca de arrebatarle el trono. Ricardo lo perdonó cuando se reencontraron e, inclinado por necesidades políticas, lo nombró su heredero en lugar de Arturo, cuya madre Constanza de Bretaña podría estar abierta a las propuestas de Felipe II. Ricardo entró en conflicto con Felipe. Cuando este último atacó la fortaleza de Ricardo, Château-Gaillard (‘The Saucy Castle’), él se jactó de que «si sus murallas hubiesen sido de hierro, aun así lo habría tomado», a lo cual Ricardo replicó: «Si estas murallas fueran de mantequilla, aun así las hubiera mantenido en pie».
Determinado a resistirse a los designios de Felipe sobre los territorios angevinos reclamados, como Vexin y Berry, Ricardo usó toda su experiencia militar y vastos recursos en una guerra contra el rey francés. Formó una alianza contra Felipe constituida por Balduino IX de Flandes, Renaud, conde de Boloña y su suegro, el rey Sancho VI de Navarra, que asaltaron las tierras de Felipe desde el sur. Lo más importante, aseguró la herencia de la casa de Welf en Sajonia para su sobrino, Otón de Poitou, hijo de Enrique el León, que fue elegido Otón IV de Alemania en 1198.
En parte como resultado de estas y otras intrigas, Ricardo logró varias victorias sobre Felipe. En Freteval en 1194, justo después del retorno de Ricardo de su cautiverio y colecta de dinero en Inglaterra para Francia, Felipe huyó dejando sus archivos financieros completos con auditorías y documentos que fueron tomados por Ricardo. En la batalla de Gisors (también llamada Courcelles) en 1198, adoptó ‘‘Dieu et mon Droit’’ (‘Dios y mi derecho’) como lema (que aún es usado en la actualidad por los monarcas británicos) haciéndose eco de su anterior alarde frente al emperador Enrique VI, de que su rango no reconocía otro superior que no fuera Dios.

En marzo de 1199 Ricardo estaba en el Lemosín sofocando una revuelta del vizconde Aimar V de Limoges. Aunque era Cuaresma, «devastó la tierra del vizconde con fuego y espada». Asedió el endeble y virtualmente desarmado castillo de Chalus-Chabrol. Algunos cronistas expresan que esto se debió a que un campesino local había descubierto un tesoro de oro romano, el cual reclamaba Ricardo a Aimar en su posición de señor feudal. Sin embargo, los historiadores modernos permanecen escépticos con respecto a esta historia, que tiene olor a exemplum o fábula moralizadora. 

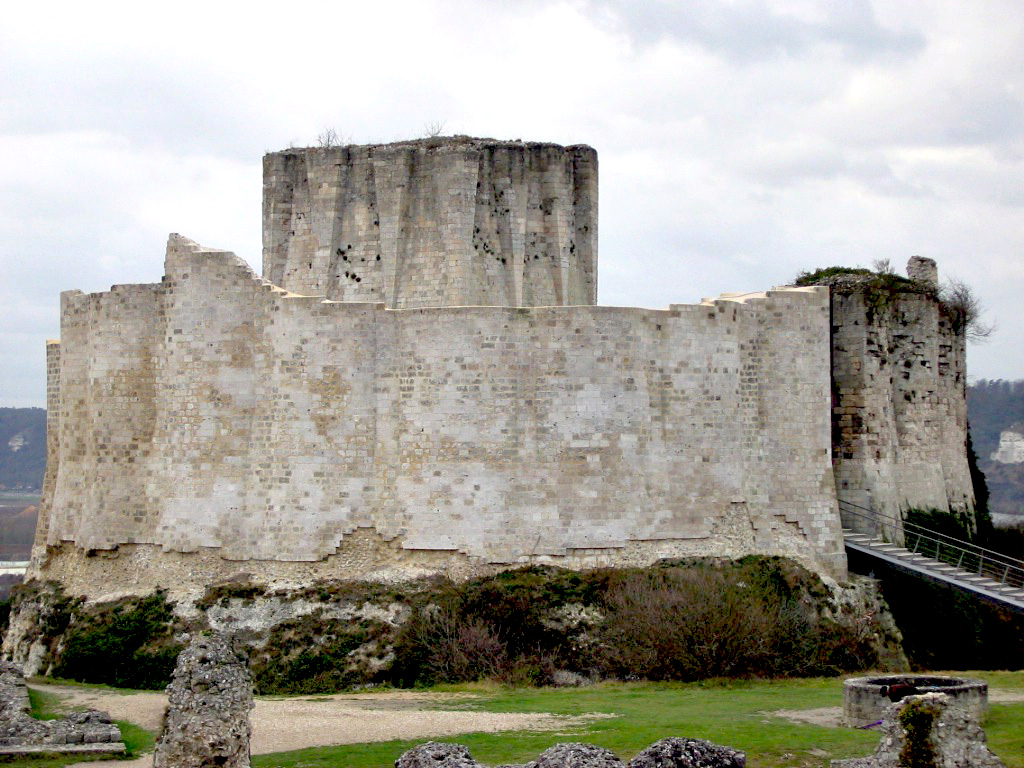
Castillo Gaillard, en Normandía (Francia)

Al atardecer del 25 de marzo de 1199, Ricardo caminaba por el perímetro del castillo sin su cota de malla, inspeccionando el progreso de las obras militares en los muros. Ocasionalmente se lanzaban flechas desde las murallas del castillo, pero no se les daba mucha importancia. Un defensor en particular divertía mucho al rey; este hombre estaba parado sobre la muralla con una ballesta en mano y sostenía con la otra una sartén que usaba como escudo contra los proyectiles. Este defensor apuntó una flecha directamente al rey, lo que fue aplaudido por Ricardo. Sin embargo, una flecha diferente lo hirió en el hombro izquierdo cerca del cuello. Ricardo intentó extraerla en su tienda, pero no tuvo éxito. Un cirujano, al que Hoveden llamó un carnicero, logró extraer la flecha, pero esto resultó en una gangrena debido a la falta de medidas de asepsia y tratamientos antibióticos en esa época.
Ricardo pidió que trajeran al ballestero ante él. El hombre resultó ser un niño que afirmó que el rey había matado a su padre y a dos de sus hermanos, y que había disparado a Ricardo en venganza. El niño esperaba ser asesinado. Sin embargo, Ricardo, en un último acto de piedad, lo perdonó diciendo: “Continúa viviendo y por mi recompensa contempla la luz del día”, antes de ordenar que lo liberaran y despidieran con cien chelines. Luego, Ricardo puso sus asuntos en orden, legando todos sus territorios a su hermano Juan y sus joyas a su sobrino Otón.

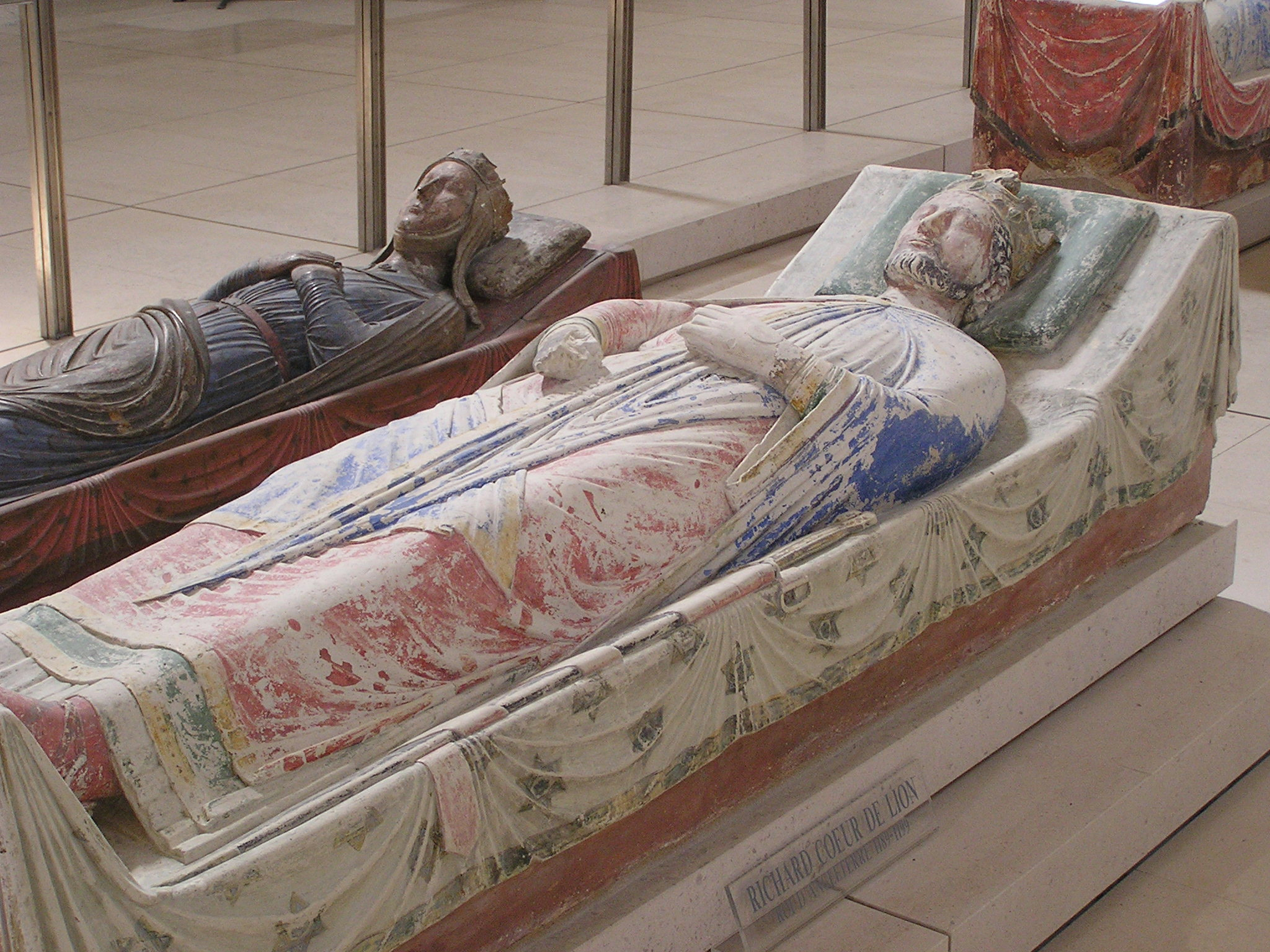
Tumba de Ricardo en la Abadía de Fontevrault, Francia

Ricardo murió el martes 6 de abril de 1199, en brazos de su madre. Más tarde se afirmaría que «Cuando el día terminaba, terminó su vida terrenal». Su muerte fue referida como «el León [que] fue asesinado por la Hormiga». Su último acto de caballerosidad fue infructuoso: tan pronto murió, su mercenario más infame, el capitán Mercadier, tomó al niño que había disparado la flecha fatal, lo despellejó vivo y luego lo colgó.
Las vísceras de Ricardo fueron enterradas en el lugar de su muerte, su corazón en Ruan, Normandía, y el resto de su cuerpo fue sepultado a los pies de su padre en la abadía de Fontevrault en Anjou. En su lecho de muerte legó todas sus posesiones a su hermano Juan, dado que no tenía herederos legítimos.

## Legado
Ricardo no tuvo hijos legítimos y reconoció solo a un hijo ilegítimo, Felipe de Coñac. Como resultado, le sucedió al trono su hermano Juan como rey de Inglaterra. Sin embargo, sus territorios franceses inicialmente rechazaron a su hermano Juan como sucesor, prefiriendo a su sobrino Arturo, el hijo de su último hermano Godofredo, duque de Bretaña, cuya demanda por el poder es considerada con mejor fundamento que la de Juan según los estándares modernos. Sin duda, la falta de herederos directos de Ricardo fue el primer paso en la disolución del Imperio angevino. Mientras los reyes de Inglaterra continuaron presionando sus demandas sobre el continente, nunca más regirían los territorios que Ricardo I heredó.

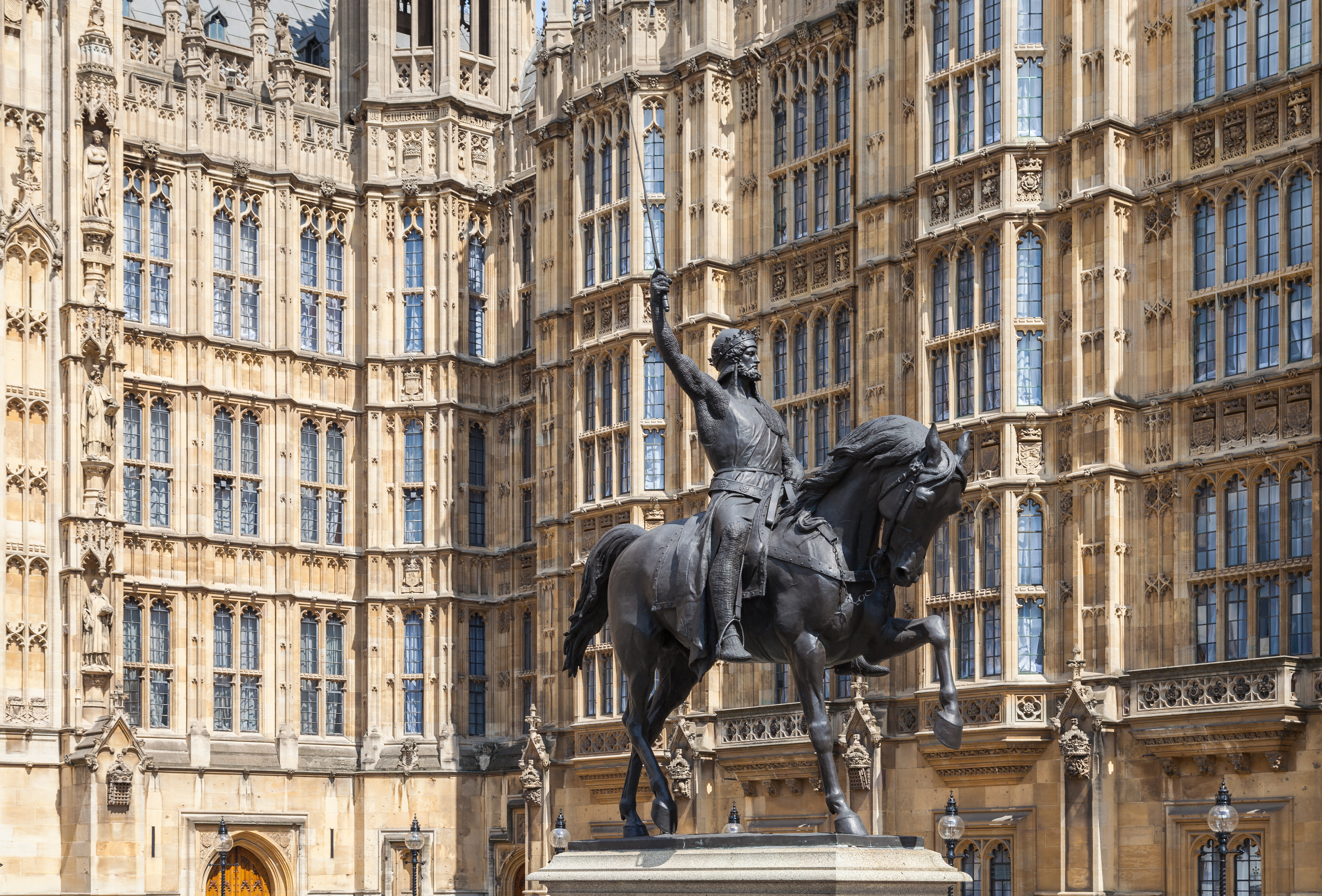
Esta estatua ecuestre en bronce de Ricardo I blandiendo su espada por Carlo Marochetti se yergue en el palacio de Westminster en Londres

El legado de Ricardo I comprende varios aspectos: Su conquista de Chipre mejoró inmensamente el valor de mantener los reinos francos en Tierra Santa viables durante otro siglo. Segundo, su ausencia de la arena política inglesa significó que el eficientísimo gobierno creado por su padre pudo seguir su curso, aunque el rey Juan posteriormente abusaría de ello hasta el punto de quiebra. Por último, legó romances y literatura. Sin considerar los hechos de su reinado, dejó una marca indeleble en el imaginario popular, que se extiende hasta el presente, debido en gran parte a sus éxitos militares. Steven Runciman dejó escrito sobre Ricardo I: «Fue mal hijo, mal esposo y mal rey, pero un valiente y espléndido soldado».

## Carácter y personalidad
Había serios defectos en el carácter de Ricardo. Físicamente era magnífico: alto, de piernas largas y fuertes, con cabellos de oro rojizo y facciones hermosas; su herencia materna eran no sólo el aspecto propio de la casa de Poitou, sino también sus encantadores modales, su valor y su afición a la poesía y al espíritu aventurero. Sus amigos y criados le seguían con devoción y temor. De sus progenitores heredó un temperamento cálido y un apasionado egoísmo. Pero no tenía ni la astucia política ni la competencia administrativa de su padre, ni el sentido cabal de la reina Leonor. Se había educado en un ambiente de disputas y traiciones familiares. Como favorito de su madre, odiaba a su padre y desconfiaba de sus hermanos y hermanas, aunque quería a su hermana más joven, Juana. Había aprendido a ser un partidario violento, pero no leal. Era avaricioso, aunque capaz de gestos generosos y aficionado a la vida pródiga. Su energía era inflexible, pero en su ferviente interés por la tarea del momento olvidaba otras responsabilidades. Le gustaba organizar, pero le fastidiaba la administración. Sólo el arte de la guerra podía retener su atención. Como soldado, poseía auténticas dotes, intuición para la estrategia y la táctica y el poder de mandar hombres.

## Tradición medieval

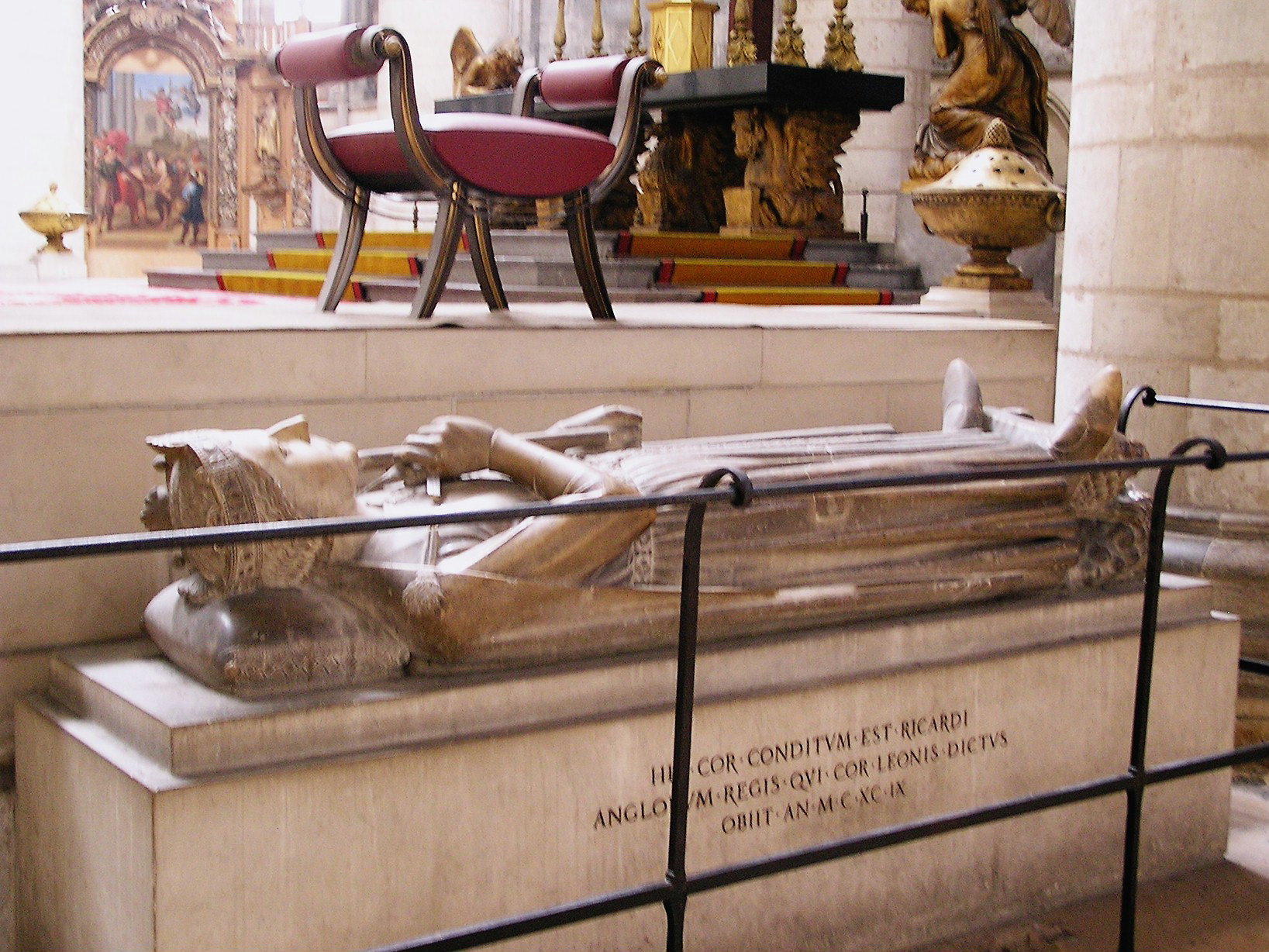
Tumba de Ricardo en la catedral de Ruan, donde se enterró su corazón

A mediados del siglo XIII cobró fuerza la leyenda de que, después de la captura de Ricardo I, su trovero Blondel viajó por Europa de castillo en castillo cantando una canción que solo era conocida por ambos al haberla compuesto mientras estaban juntos. Finalmente, llegó al lugar en que estaba retenido su señor y oyó la respuesta a su canto con el verso correspondiente, lo que le reveló dónde estaba encarcelado el rey. Esta historia es la base de la ópera Richard Coeur-de-Lion (1784) de André Ernest Modeste Grétry y, al parecer, fue la inspiración del inicio de la versión cinematográfica de Ivanhoe, dirigida por Richard Thorpe en 1952. Sin embargo, no parece tener relación con el verdadero Juan Blondel de Nesle, un trovero aristocrático.

## Literatura posterior
Ricardo ha aparecido frecuentemente en la ficción, como resultado del «renacimiento de la caballería» de la época del Romanticismo. En 1822 fue objeto del poema épico de Eleanor Anne Porden, Cœur de Lion.
Luego, en Ivanhoe, donde es representado con el seudónimo de Le Noir Fainéant (‘el Negro Holgazán’), sir Walter Scott retrató a Ricardo I en la novela El talismán, con un tratamiento totalmente ficticio de la Tercera Cruzada.
También tuvo un papel principal en la obra teatral de James Goldman, El león en invierno (Lion in Winter), posteriormente llevada al cine, que insinúa una relación homosexual con el rey de Francia, Felipe Augusto.
Aparece en Los reyes de intenciones vanas (The Kings of Vain Intent) de Graham Shelby y, de manera más central en El demonio anda suelto (The Devil is Loose), en la novela de Norah Lofts The Lute-Player y en la novela de Jean Plaidy (Eleanor Hibbert) El corazón del león (The Heart of the Lion).
Es descrito como un asesino sin piedad de musulmanes en la novela después de Arn Magnusson en la Trilogía de las Cruzadas, escrita por el autor sueco Jan Guillou.
Generalmente, se le presenta en un rol heroico en la literatura infantil, como en el Caballero cruzado (Knight Crusader) de Ronald Welch o en Ricardo Corazón de León de Joseph Lacier.

## Cultura popular

### Películas

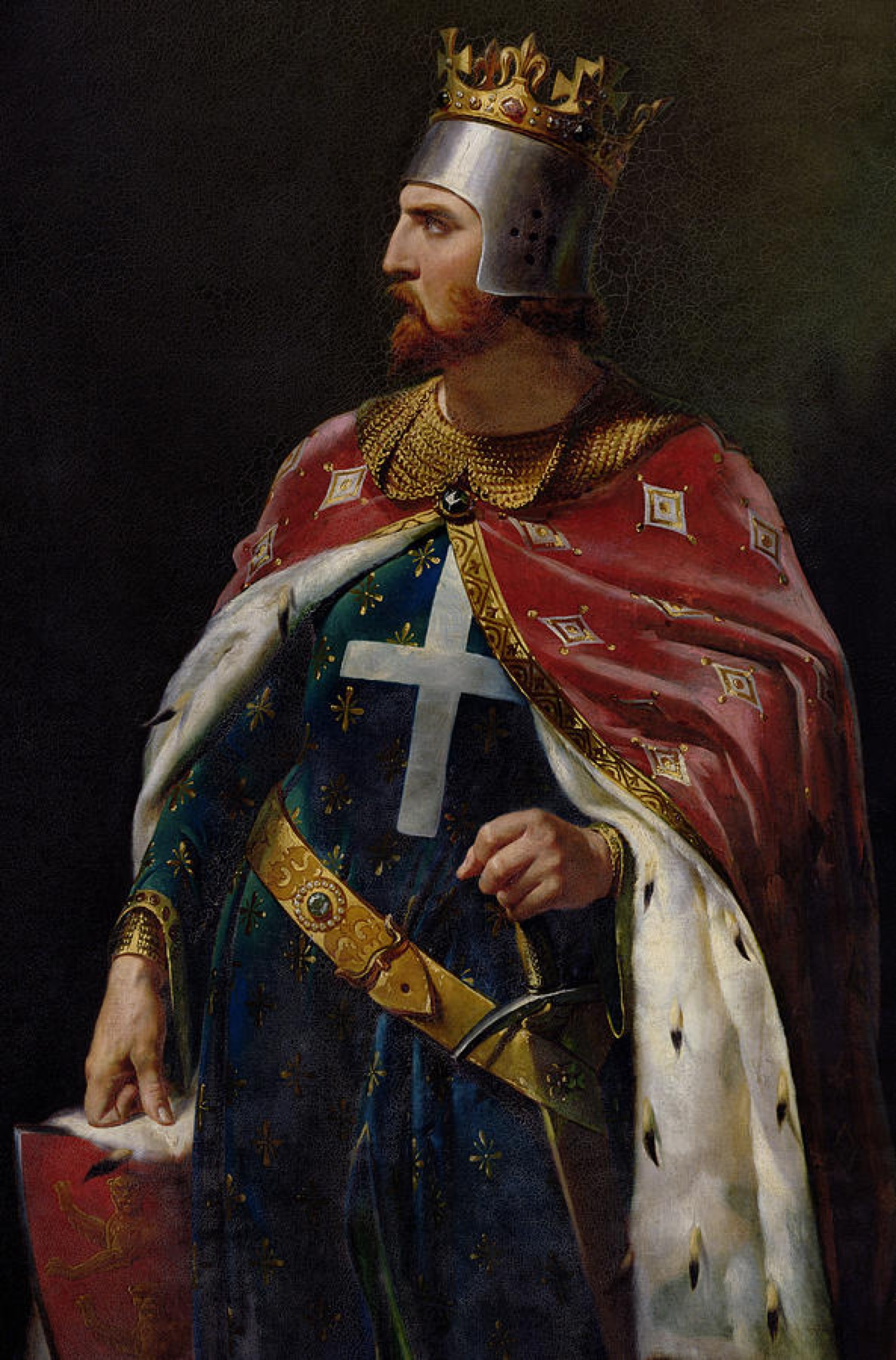
Retrato idealizado de Ricardo elaborado en el por el pintor francés Merry-Joseph Blondel.

El personaje de Ricardo Corazón de León aparece en la mayoría de las versiones fílmicas de la leyenda de Robin Hood. La más reciente, interpretada por Danny Huston en la película de 2010 Robin Hood, protagonizada por Russell Crowe y dirigida por Ridley Scott
También fue interpretado por Anthony Hopkins en la película de 1968 El león en invierno.
Richard Harris se encarga de interpretarlo en la película Robin y Marian de 1976. 
Brevemente fue interpretado por Sean Connery al final de la película de 1991 Robin Hood: Prince of Thieves, aunque nunca se le acreditó su participación en la misma.

### Televisión
En televisión, Ricardo fue la inspiración de una serie de 1962, Ricardo Corazón de León, protagonizada por el actor Dermot Walsh.
En 1965 la serie Doctor Who en su capítulo «La Cruzada» presenta el conflicto entre Ricardo y Saladino, Ricardo es representado por el actor Julian Glover, quien también lo retrató en una película para la televisión llamada Ivanhoe en 1982, Rory Edwards lo representó en 1997 en la miniserie para televisión Ivanhoe.
Andrew Howard hizo el papel de Ricardo en la adaptación para televisión del 2003 de la obra El león en invierno. También se le representa en varias versiones televisivas de la leyenda de Robin Hood.

### Libros y novelas
Ha aparecido en distintos libros y novelas, entre las que se mencionan:
- 'The Lion in Winter' de James Goldman: Una obra teatral que aborda la relación de Ricardo Corazón de León con su familia.
- 'Ivanhoe' de Sir Walter Scott: Una novela histórica que presenta la trama relacionada con Ricardo durante las Cruzadas.
- 'Robin Hood: Prince of Thieves' de Simon Green: Novela basada en la película de 1991, ofrece una perspectiva más detallada del personaje de Ricardo.
- 'The Queen's Man' de Sharon Kay Penman: Novela histórica que presenta eventos relacionados con Ricardo Corazón de León.
- 'Richard The Lionheart: The Mighty Crusader' de David Miller: Biografía que ofrece una visión detallada de la vida militar y política de Ricardo durante las Cruzadas.
- 'Lionheart' de Sharon Kay Penman: Otra obra que explora la vida de Ricardo, destacando su personalidad, amores y desafíos.
- 'Robin Hood' de David B. Coe: Novela basada en la película de 2010 protagonizada por Russell Crowe.
- 'El Barbero de Verona' de David Silvestre: Obra histórica donde el destino encomienda al barbero la misión trascendental de entregar en mano una carta a Ricardo Corazón de León.
- 'The Troubadour’s Song: The Capture and Ransom of Richard the Lionheart' de David Boyle: Este libro narra la emocionante historia del cautiverio y el rescate de Ricardo. Es una mezcla fascinante de historia, biografía y análisis de la época medieval.
- 'Cœur de Lion' de Eleanor Anne Porden: Un poema épico que retrata a Ricardo.
- 'El talismán' de Sir Walter Scott: Novela que presenta a Ricardo I en un tratamiento ficticio de la Tercera Cruzada.
- 'Los reyes de intenciones vanas (The Kings of Vain Intent)' de Graham Shelby: Novela en la que Ricardo juega un papel principal.
- 'El demonio anda suelto (The Devil is Loose)' de Norah Lofts: Novela centrada en Ricardo.
- 'El corazón del león (The Heart of the Lion)' de Jean Plaidy (Eleanor Hibbert): Novela que presenta a Ricardo como protagonista.
- 'Trilogía de las Cruzadas' de Jan Guillou: Novela que describe a Ricardo como un asesino sin piedad de musulmanes.
- 'Caballero cruzado (Knight Crusader)' de Ronald Welch: Literatura infantil que presenta a Ricardo en un rol heroico.
- 'Ricardo Corazón de León' de Joseph Lacier: Otra obra de literatura infantil con Ricardo como héroe.

### Robin Hood
El filósofo y cronista escocés John Mair fue el primero en asociar al rey Ricardo I de Inglaterra con las leyendas de Robin Hood en su Historia majoris Britannae, tam Angliae quam Scotiae (1521). En las primeras baladas de Robin Hood, el único rey mencionado es Eduardo nuestro rey venidero, probablemente refiriéndose a Eduardo II de Inglaterra o a Eduardo III de Inglaterra. No obstante, Walter Scott en su novela Ivanhoe hizo popular el vínculo del sheriff de las leyendas de Robin Hood con el reino de Ricardo I y fue tomado de allí por novelistas y cineastas posteriores. En general, Robin es representado como manteniendo la justicia en el nombre de Ricardo en contra de Juan y sus oficiales durante el cautiverio del rey.
John Rhys-Davies hizo el papel de Ricardo en un episodio (El tonto del rey) de la serie de televisión de los años ochenta Robin de Sherwood. Se le menciona frecuentemente como un personaje que no aparece en pantalla en la serie de la BBC del año 2006, llamada Robin Hood.
Robin de los Bosques, también conocido como Robin Hood, es un personaje emblemático de la Edad Media europea. Representa al rebelde justiciero y al forajido, y se asocia con un entorno único: el bosque. Aunque su existencia real en la Inglaterra del siglo XIII es objeto de debate, su presencia en la literatura está bien documentada, con la mención más antigua en el poema Piers Plowman de William Langland, escrito entre 1360 y 1390.
Robin Hood es retratado como el defensor de los humildes y los pobres, el hombre del bosque y el líder de una banda. Siempre está acompañado por su fiel compañero Little John y por un monje truculento, el hermano Tuck. El romanticismo añadió a su historia una amiga tierna: Maid Marian.
Su aparición en la historia social de Inglaterra se sitúa en el siglo XIII y, sobre todo, a finales del siglo XIV, como eco de las revueltas populares y los conflictos religiosos de la década de 1380. Su enemigo es el sheriff de Nottingham, un símbolo del poder político y social despiadado y antipopular. Robin Hood vive y actúa en el bosque de Sherwood, en Nottinghamshire, y es conocido por ser un arquero, lo que lo distingue del caballero noble a caballo.
Robin Hood es un personaje ambiguo, oscilando entre la justicia y la rapiña, el derecho y la ilegalidad, la revuelta y el servicio, el bosque y la corte. Con su banda, roba a los ricos para vestir y alimentar a los pobres y va en socorro de los desarmados e indefensos atacados por los caballeros en los caminos.
La tradición de las baladas dedicadas a Robin Hood durante el siglo XVI llega hasta Shakespeare, cuya obra A vuestro gusto es una transposición de la historia de Robin Hood. En esta obra, el héroe es un noble privado de sus tierras y funciones por su hermano, que se refugia en el bosque de Arden.
El mito de Robin Hood experimentó un renacimiento en la literatura romántica gracias al novelista británico Walter Scott, quien se considera el padre de Robin Hood en el imaginario moderno y contemporáneo.

### Videojuegos
En el juego de estrategia, llamado Rise of Civilizations, Lilith Games presenta a Ricardo Corazón de León (Ricardo I) como uno de los héroes legendarios con mayor influencia estratégica ya que sus habilidades en el combate son excepcionales.
En el juego de aventuras inspirado en Robin Hood de Sierra, llamado Conquests of the Longbow, Ricardo es presentado como el prisionero de Leopoldo de Austria.
El juego de estrategia Medieval: Total War contiene dos batallas basadas en sus encuentros con su rival Saladino.
En Empires: Dawn of the Modern World su campaña se desarrolla antes de 1190 y lo muestra luchando contra el rey Felipe II de Francia.
También aparece en el juego de estrategia en tiempo real, llamado Strongold: Crusader.
Además, en Seven Kingdoms 2 es uno de los héroes normandos.
Y en Age of Empires II: The Age of Kings aparece como aliado en la campaña del emperador del Sacro Imperio Romano, Federico Barbarroja, luchando juntos contra el jefe Saladino.
Hace aparición una vez más en el juego Assassin's Creed, reprendiendo a Guillermo V de Montferrato, señor de Acre, y haciendo planes con el Gran Maestre Robert IV de Sablé.

## Sucesión
| Predecesor: Enrique II | Rey de Inglaterra Duque de Normandía y Aquitania 1189 - 1199 | Sucesor: Juan I   |
| Predecesor: Enrique II | Conde de Anjou Conde de Maine 1189 - 1199                    | Sucesor: Arturo I |